# Gyapjas mamut
A gyapjas mamut (Mammuthus primigenius) kihalt mamutfaj, amely a pleisztocénben, mintegy 400 ezer évvel ezelőtt jelent meg és 4 ezer évvel ezelőtt pusztult ki. Legközelebbi ma élő rokona az ázsiai elefánt. Észak-Amerikában az amerikai mamuttal, Ázsiában a sztyeppei mamuttal élt együtt, amelyekkel kereszteződött is.
A számos csontlelet, a sarkvidéki permafrosztban megmaradt fagyott példány és a barlangrajzok alapján a gyapjas mamutok külseje jól ismert. Nagyjából akkorák voltak, mint egy mai afrikai elefánt. A hímek marmagassága 2,67−3,49 méter, a súlyuk pedig 3,9−8,2 tonna lehetett, nőstények marmagassága pedig 2,6–2,9 lehetett, és a súlyuk elérhette a 4 tonnát. Az újszülött borjú kb. 90 kg-ot nyomott. Jól alkalmazkodott a jégkorszak hideg éghajlatához, testét sűrű, sötétebb vagy világosabb vörösbarna szőrzet fedte. Fülei kicsik, farka rövid volt, hogy kevesebb hőt veszítsen általuk. Hosszú, ívelt agyarakkal és összesen négy zápfoggal rendelkezett; utóbbiak élete során hat alkalommal cserélődtek. Élettartama elérte a 60 évet. A mai elefántokhoz hasonlóan csoportokban élt és a hideg északi síkságokon, az ún. mamutsztyeppeken kereste füvekből, sásokból, cserjékből álló táplálékát. Egykor egész Eurázsia és Észak-Amerika északi részén elterjedt.
A gyapjas mamutok együtt éltek a neandervölgyi emberrel és az Afrikából Eurázsiába és Észak-Amerikába vándorló mai emberrel is. Az emberek vadásztak rájuk, csontjaikból és agyaraikból szerszámokat, szobrocskákat, sőt kunyhókat készítettek. A pleisztocén végén, mintegy 10 ezer évvel ezelőtt a mamutok száma erősen lecsökkent, majd élőhelyeinek nagy részén kihaltak. Izolált állományaik egy ideig megmaradtak a szibériai Tajmir-félszigeten, a jeges-tengeri Vrangel-szigeten és az alaszkai St. Paul-szigeten is, de kb. 4000 évvel ezelőtt az utolsó mamutok is kipusztultak. Csontjaik, agyaraik jóval kihalásuk után is nagy mennyiségben kerültek elő és a szibériai "elefántcsont" kereskedelme hosszú ideig jövedelmező foglalkozást jelentett. Újabban felvetették, hogy molekuláris biológiai módszerekkel élő mamutokat lehetne létrehozni a fagyott példányok mintáiból, de a tervek megvalósíthatósága egyelőre kétséges.

## Megjelenése

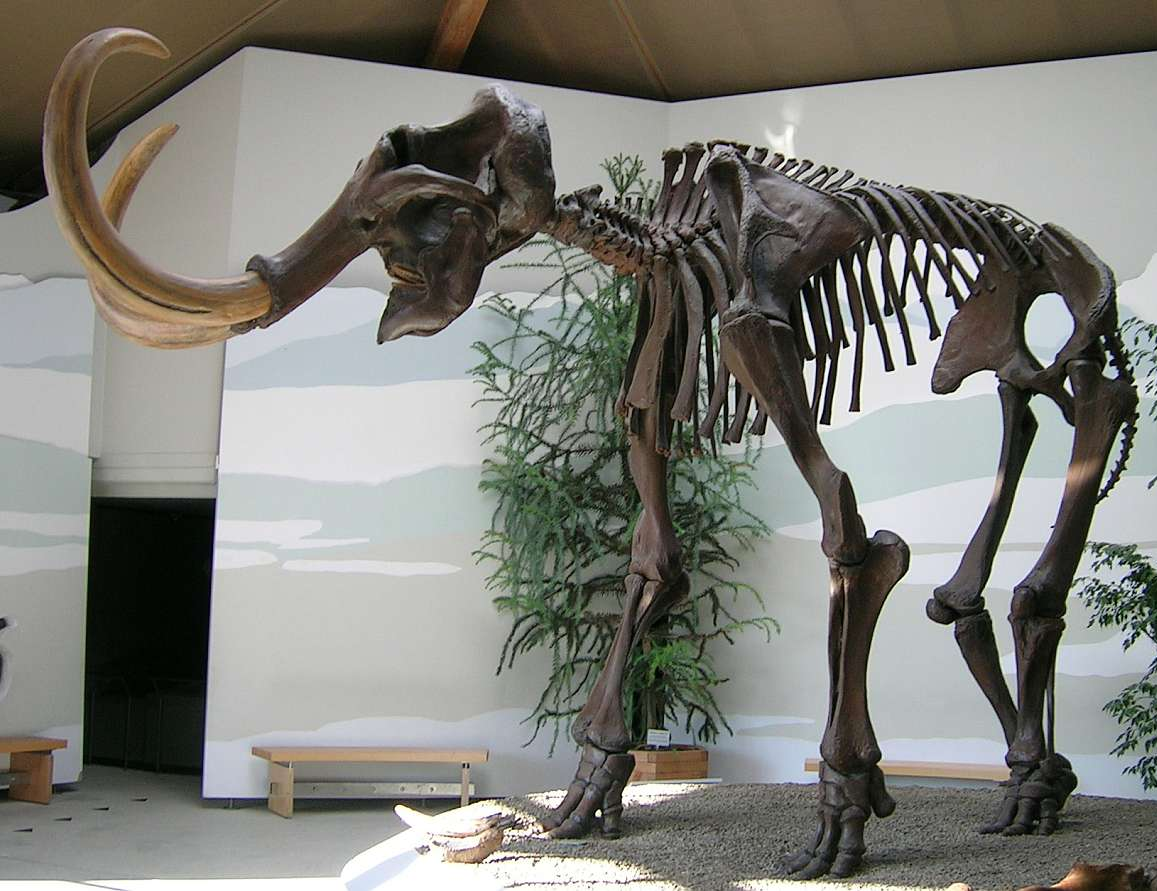
Gyapjas mamut csontváza a németországi Siegsdorf Mamutmúzeumában

A kihalt ősállatok közül valószínűleg a gyapjas mamut külsejét ismerjük a legjobban; egyrészt a lágy szöveteket is megtartó fagyott példányok miatt, másrészt a vele egy időben élő ősemberek rajzai alapján. A kifejlett hímek marmagassága 2,67–3,49 méter, a súlyuk pedig 3,9−8,2 tonna lehetett. A faj hímjeinek átlag marmagassága 2,8 méter, súlya pedig 4,5 tonna lehetett a szibériai populációkban, és 3,15 méter és 6 tonna az európai populációkban. Eszerint hasonló méretű volt az afrikai elefánthoz, ahol a bikák marmagassága általában 3,04−3,36 méter és súlya 5,2–6,9 tonna körüli, azon belül is átlag 3,2 méteres marmagassággal és 6 tonnás súllyal, de kisebb volt a korábban élő M. meridionalis és M. trogontherii, valamint a vele kortárs M. columbi mamutfajoknál is. Kisebb méretének oka nem ismert. A nőstények 2,6–2,9 m marmagasságúak lehettek, a súlyuk pedig elérhette a 4 tonnát. A borjak kb. 90 kg-osan jöttek világra. Ezekre az adatokra a ma élő, hasonló méretű elefántok paramétereiből következtetnek. A nemi szervek csak néhány fagyott példánynál maradtak meg, így az állat nemét a csontváz jellegzetességei alapján határozzák meg. Erre a medencecsont alkalmas a leginkább, mert annak szülőcsatornaként szolgáló ürege a nőstényeknél mindig szélesebb, mint a hímek esetében.

Az ember és a mamutfajok (a gyapjas mamut pirossal) méretének összehasonlítása

A Vrangel-sziget mamutjai kisebbek voltak a kontinensen élőknél, de méretük elég tág határok között mozgott és nem voltak annyira kicsik, hogy a szigetekre jellemző törpenövés példájaként tekintsünk rájuk. Egy időben úgy vélték, hogy az utolsó mamutpopulációk tagjai kisebbek voltak és fokozottabb volt a szexuális dimorfizmusuk, de ezt később cáfolták.
A gyapjas mamut jól alkalmazkodott a hideg időjáráshoz. Ennek legszembetűnőbb példája az egész testét beborító hosszú szőrzet. Ezen kívül fülei jóval kisebbek voltak a mai elfántokénál: hosszuk 38 cm, szélességük 18–28 cm körüli lehetett. A Gyima nevű 6-12 hónapos fagyott borjú füle 13 cm-nál is rövidebb volt. A kis fülek csökkentették a hőveszteséget és a fagyás veszélyét, csakúgy mint a rövidebb (a berjozovkai mamut esetében 13 cm-es) farok. A gyapjas mamut farkában csak 21 csigolya volt, szemben a mai elefántok 28-33 csigolyájával. Bőrük nem volt vastagabb az elefántokénál; nagyjából 1,25-2,5 cm közötti. Bőrük alatt vastag, akár 10 cm-es zsírréteg védte őket a hidegtől. Farkuk alatt széles bőrredők takarták a végbélnyílást, akárcsak a mai elefántok esetében.
A barlangrajzokból kiderülnek testalkatuk egyéb jellemzői is: a magas, zsírboltozatos fej és a magas mar után meredeken lejtő hát. Utóbbi annak következménye, hogy a hátcsigolyák tüskés kinövései hátrafelé egyre rövidültek. A borjaknak még az ázsiai elefántokhoz hasonló domború hátuk volt. Egy másik, barlangrajzokon megfigyelhető jellegzetességük (amit az 1924-ben felfedezett, fagyott ún. középkolimai mamut alapján meg lehetett erősíteni), hogy a mai elefántoktól eltérően az ormányuk végén a felső "ujj" eléggé hosszú volt a maga 10 cm-vel (és a vége hegyes lebenyben végződött), míg a szélesebb hátsó ujj alig érte el az 5 cm-t. A borjúkorú Gyima ormánya 76 cm-t tett ki, míg a ljahovi mamuté elérte a két métert. A 2015-ben leírt, szintén fiatal Juka nevű példánynak jó állapotban maradt meg az ormánya. Az alsó harmadánál egy húsos megvastagodás látható rajta, amelynek keresztmetszete az ormány többi, ovális részével szemben inkább ellipszis formájú és átmérője kétszerese azokénak. Ezt a jellegzetességet két másik, különböző korú és nemű példányon is kimutatták.

### Bundája
A gyapjas mamut bundája két rétegből állt. A durvább, hosszabb fedőszőrzetben a szőrszálak vastagsága elérte a 0,5 mm-t, hossza pedig a test felső részén 30 cm-t, oldalt és alul pedig akár 90 cm-t tett ki. A tömöttebb aljszőrzet rövidebb, kissé hullámos gyapjúszőrökből állt, amelyek hossza 8 cm, vastagsága 0,05 mm körül volt. A lábak felső részének szőre 38 cm hosszú volt, szemben a lábfejek 15 cm-ével, amellyel még eltakarta a láb ujjait. A fejet viszonylag rövid szőr borította, az ormány oldalát és alját hosszabb. A farkat 60 cm-es, még a fedőszőröknél is vastagabb szálak hosszabbították meg. A mamutok valószínűleg évente kétszer vedlettek, nyári bundájuk vékonyabb volt. Mivel a nyáron elpusztult mamutok teteme lebomlott, a fagyottan ránk maradt példányok feltehetően mind téli szőrzetben lehettek.
A gyapjas mamutok fedőszőrének és a mai elefántok (jóval ritkásabb) szőreinek morfológiája hasonló. A mamutok bőre bővelkedett faggyúmirigyekben, amelyek váladéka javította a szőrzet hőszigetelését, vízlepergető képességét és fényesebbé is tette azt.
A ránk maradt mamutszőrök narancsbarna színűek, de ez könnyen lehet a pigment bomlásának eredménye is. A pigment mennyisége szőrszálanként, sőt azon belül is változik. Egy 2006-os vizsgálatban megvizsgálták a mamutcsontokból izolált DNS-ben a melanokorin 1 receptor génjét, amely az emlősökben a bunda színét szabályozza. Két allélt találtak, egy domináns sötétebbet és egy recesszív világosabbat; vagyis csak a két recesszív génnel rendelkező állatok voltak világosabb árnyalatúak. Egy másik, 2011-es vizsgálat is megállapította hogy a világos mamutok ritkák lehettek; ezzel szemben egy másik kutatócsoport szerint a fedőszőrök vegyesen lehettek vörösbarnák, színtelenek és kétszínűek, míg az alsó gyapjúszőrök nem tartalmaztak pigmentet és az állat összességében világosabb vörösbarna lehetett.

### Fogazata

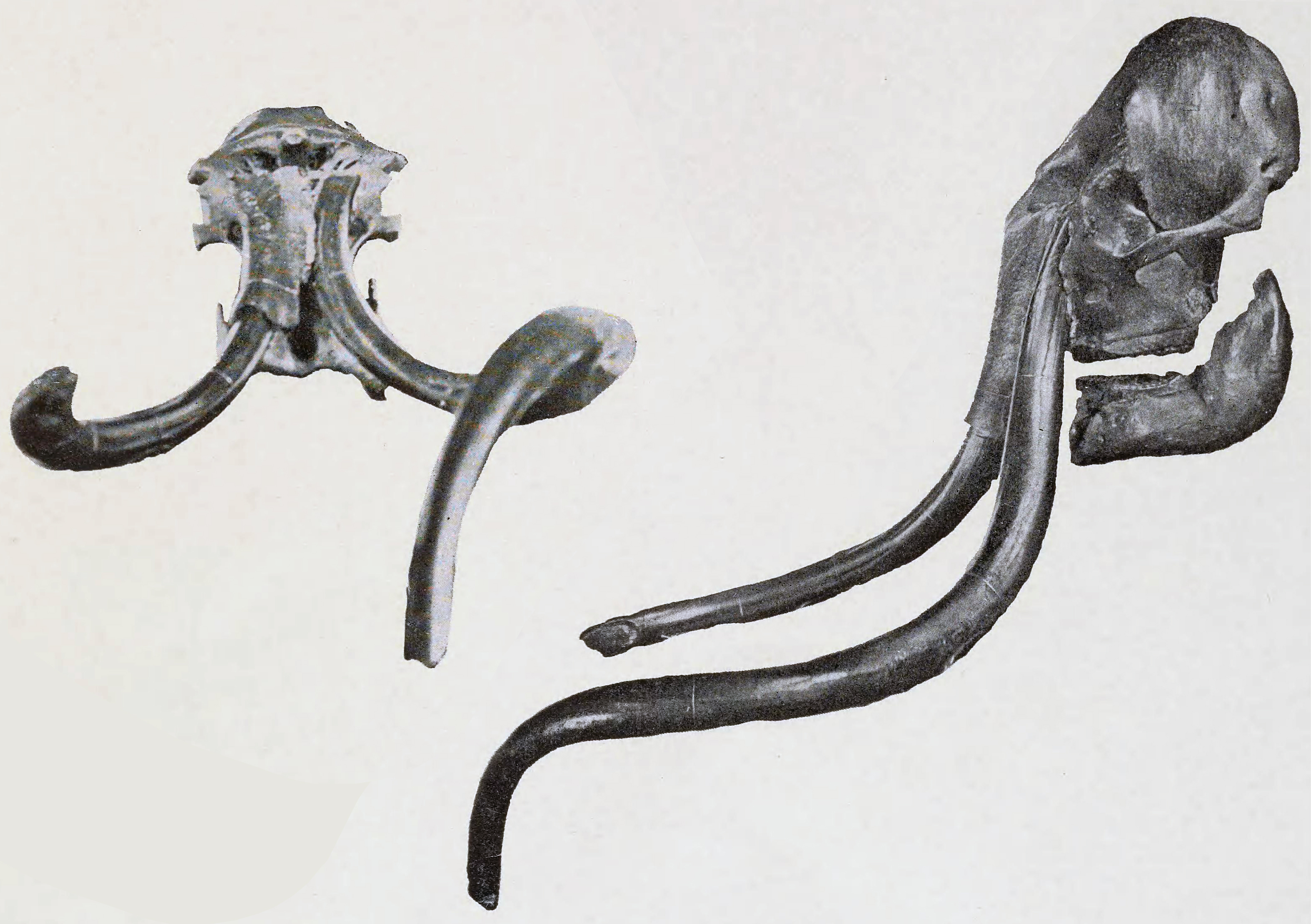
Lengyelországban talált mamutkoponya egy törött és egy lefelé görbülő agyarral

A gyapjas mamutok nagyon hosszú agyarakkal (módosult metszőfogakkal) rendelkeztek, amelyek jobban meggörbültek, mint a mai elefántoké. A legnagyobb ismert mamutagyar 4,2 m hosszú és 91 kg, bár a hímek esetében az átlag inkább 2,4-2,7 m és 45 kg körül mozgott. A nőstények agyara rövidebb és vékonyabb volt, átlagosan 1,5-1,8 m és 9 kg. Összehasonlításképpen az afrikai elefántok rekordja 3,4 m. A koponyában az agyarak csonthüvelye szorosan egymás mellett, párhuzamosan helyezkedett el és az agyar mintegy negyedét foglalták magukba. Az agyarok a tövüktől spirálisan kifelé kezdtek nőni és úgy görbültek, hogy a végeik egymás felé mutattak, sőt néha átkereszteződtek. Így a súlypontjuk közelebb esett a koponyához és kisebb forgatónyomatékot gyakoroltak rá, mintha egyenesek lettek volna.
Az agyarak igen változatos formákban nőttek és sokszor aszimmetrikusak voltak, például ahelyett hogy kifelé görbült volna, lefelé fordult. Néha el is törtek. A borjak hat hónaposan néhány centiméteres "tejagyarakat" növesztettek, amiket egy évvel később váltott fel a végleges agyar. A mamutok agyara egész életük során nőtt (évente 2,5–15 cm-t), de felnőtt korukban már jóval lassabban. Egyes barlangrajzokon kis agyarú vagy agyartalan mamutokat is látni, de hogy ezzel a valóságot tükrözték vagy valamilyen koncepció alapján festettek, nem tudjuk. A mai ázsiai elefántok nőstényeinek nincs agyaruk, de a fosszíliák alapján valamennyi kifejlett gyapjas mamut rendelkezett velük.

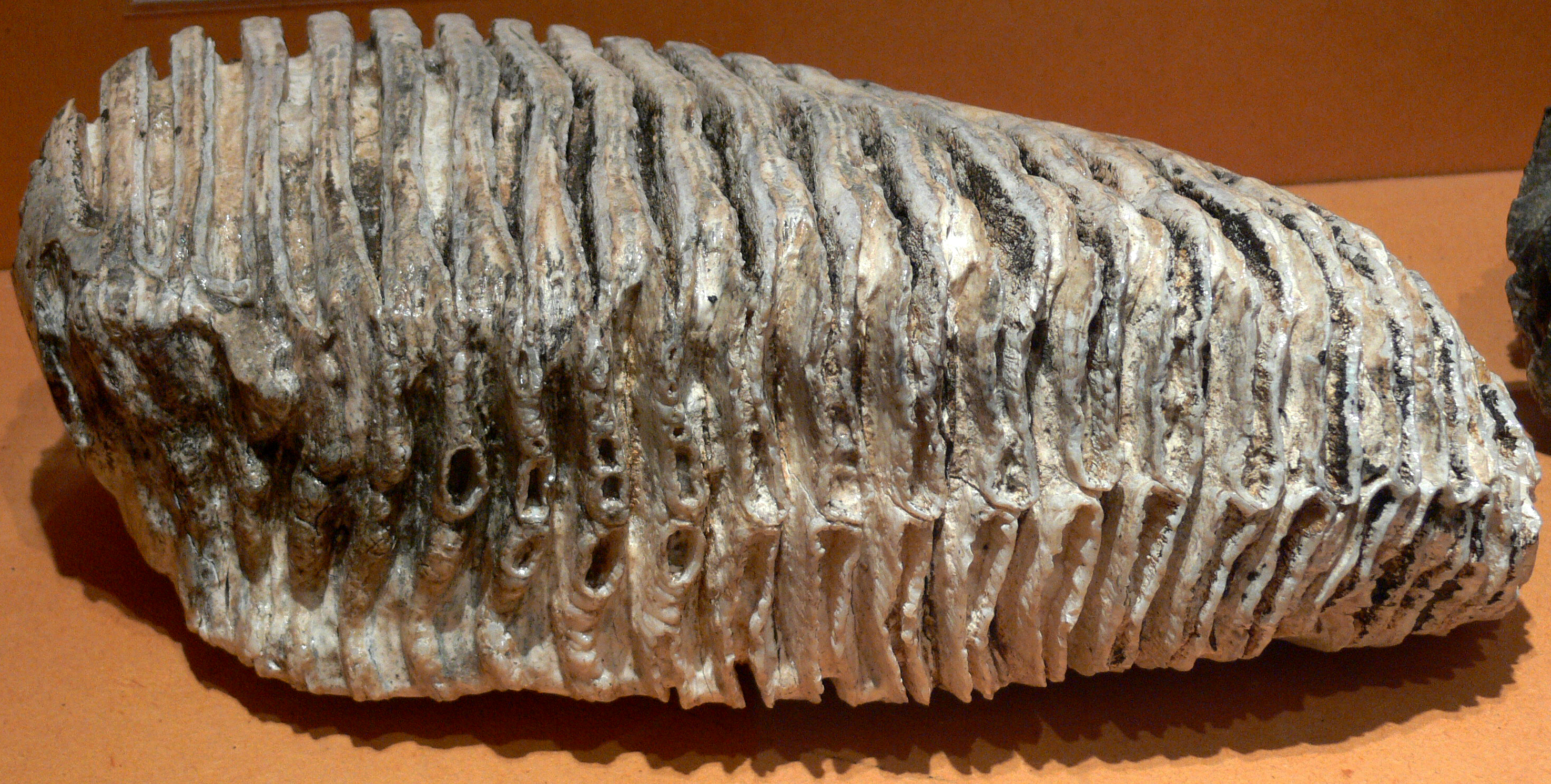
Mamutzápfog (Georges Garret Múzeum, Vesoul)

A mamutok négy működőképes zápfoggal rendelkeztek, kettővel a felső és kettővel az alsó állkapocsban. A fogból nagyjából 23 cm a fogmederbe mélyedt és 2,5 cm-nyi állt ki belőle. Ahogyan a zápfog folyamatosan kopott, koronája emelkedett felfelé a fogmederből. Felszínén a fogzománc számos, akár 26 kopásálló keresztbarázdája biztosította a rágófelületet. A zápfogak idővel elkoptak és kihulltak, helyükre új fog nőtt; egy mamut élete során ötször vagy néha hatszor váltotta a fogait, amelyek minden váltásnál nagyobbra és barázdáltabbá nőttek. A borjak első zápfogai nagyjából akkorák voltak, mint az emberé: 1,3-cm-esek, a harmadik zápfog elérte a 15 cm-t, míg a hatodik akár 30 cm és 1,8 kg is lehetett. Az ismert elefántok zápfogai közül a gyapjas mamutoké volt a legösszetettebb.

## Életmódja

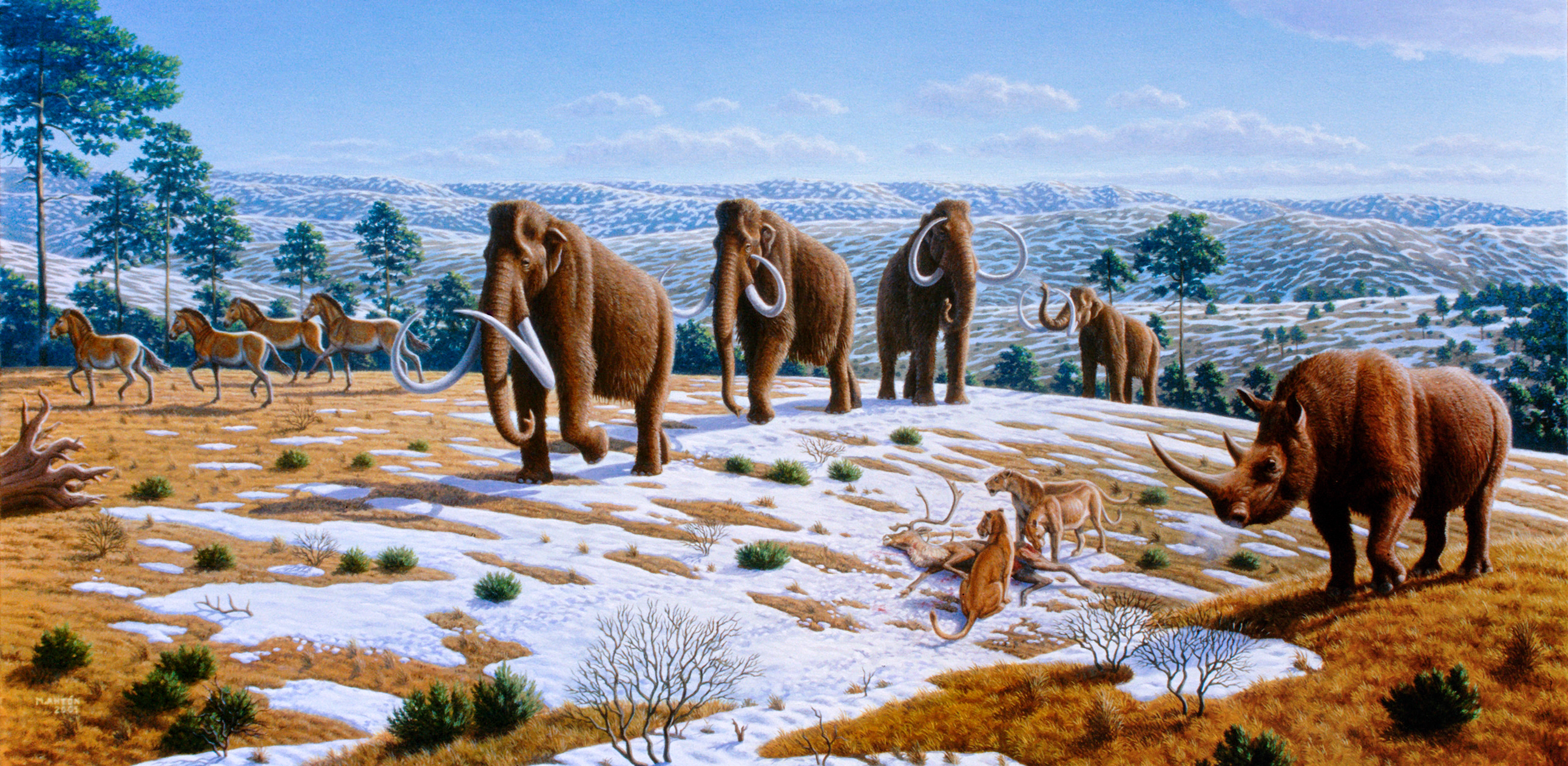
Jégkorszaki idill mamutokkal (Mauricio Antón képe)

A kifejlett mamutok agyarukkal, ormányukkal vagy merő testtömegükkel hatékonyan meg tudták védeni magukat gyakorlatilag bármely ragadozó támadásától, de a borjakat vagy beteg és öreg felnőtteket legyűrhették a nagy macskafélék vagy a falkában támadó farkasok és barlangi hiénák. A hímek agyaraikat felhasználhatták a territórium vagy a nőstények miatti viták rendezésére. Jókora agyaraikkal megfélemlíthették vetélytársaikat vagy imponálhattak a nőstényeknek. Ívelt alakja miatt az összecsapásokban nem tudták vele felnyársalni az ellenfelet, de megüthették vele, ahogyan egyes fosszilis lapockákon látszanak is erre utaló sérülések.
Viszonylag rövid farkukat a hosszú szőr jelentősen meghosszabbította, könnyebbé téve a sarkvidéki vérszívó rovarok elleni védekezést. Érzékeny, izmos ormányukkal – a mai elefántokhoz hasonlóan – ügyesen tudták manipulálni környezetük tárgyait vagy kommunikálhattak fajtársaikkal. A jukagiri mamutlelet jó állapotban megmaradt lábán látható, hogy talpán számos repedés biztosított egyenetlen felületet és könnyítette a mozgást a síkos felszíneken. Az elefánthoz hasonlóan a mamut is a lábujjain járt és ujjai mögött nagy, húsos párnák tartották a súlyát.
Társas életüket tekintve a gyapjas mamutok feltehetően, a mai elefántokhoz hasonló módon, matriarchális csordákban éltek. Ezt a leletegyüttesek és a csoportokat ábrázoló barlangrajzok is alátámasztják. A csordák mérete nem ismert; a paleontológiai feltárások alapján ezt nem lehet eldönteni, mert a csontok hosszabb idő alatt is felgyűlhettek az egyes helyeken. Létszámuk valószínűleg az évszaktől és életciklusuktól is függött. A mai elefántok időnként nagy, több családot is magába foglaló csordákba gyűlnek, sőt néha több ezres csoportokban vándorolnak. Mivel a nyílt területen élő állatok hajlamosabbak csoportokba verődni, feltételezhető, hogy a mamutok is nagyobb csordákban jártak. Kanadában megtalálták egy 11 ezer évvel ezelőtti mamutcsorda nyomait; ebben nagyjából azonos aránnyal képviseltették magukat a felnőttek, a serdülők és a borjak. A felnőttek két métereseket léptek és a borjaknak futniuk kellett, hogy lépést tartsanak velük.

### Alkalmazkodás a hideg éghajlathoz
A gyapjas mamut volt az elefántfélék családjának leginkább specializálódott tagja. Hosszú szőrén kívül zsírtartalékokat halmozott fel a nyakán és a marján a táplálékhiányos téli időszakra, első három zápfoguk pedig gyorsabban nőtt, mint a mai elefántborjak esetében. Az ormányuk közepe táján lévő húsos kinövés feltehetően arra szolgált, hogy szőrtelen ormányvégüket időnként ott melengessék. Arra is használhatták, hogy a havat ott olvasszák fel, mielőtt megisszák a keletkező vizet (a hó közvetlen szájba vétele könnyebben felboríthatta az állat hőegyensúlyát). A rénszarvashoz és pézsmatulokhoz hasonlóan a mamutok hemoglobinja is a hideg éghajlathoz adaptálódott, három olyan mutációja is volt, amelyek elősegítik az oxigénszállítás hatékonyságát és megelőzik a fagyást. Ez a tulajdonságuk a magasabb fekvésű élőhelyek felkeresését is megkönnyíthette.
A gyapjas mamutok és ázsiai elefántok genetikai összehasonlításából kiderült, hogy kb. 1,4 millió nukleotidban térnek el egymástól és a különbségek 1600 fehérjét kódoló génben oszlanak szét. Olyan élettani jellemzőkben voltak különbségek, amelyek a sarkvidéki életmódot segítik: a bőr és a szőr növekedése, a zsírszövet metabolizmusa, a hőmérséklet érzékelése és az idegérzet továbbítása az agyba. Az egyik hőérzékelő gén terméke, a bőrben expresszálódó TRPV3 egyúttal a szőrnövekedést is szabályozza. Sejtkultúrában a mamut-TRPV3 kevésbé volt érzékeny a hőmérsékletre, mint az elefánté. A TRPV3-hiányos egerek több időt töltenek ketrecük hűvösebb részén és szőrük hullámosabb, mint a vad típusú társaiké. Eltéréseket találtak a napi életciklust szabályozó génekben, ami talán a sarkvidékek rendkívüli eltéréseket mutató nappal-éjszaka váltakozásával vannak összefüggésben. Hasonló mutációk más sarkvidéki állatoknál, mint pl. a rénszarvasnál is megfigyelhetők. Mitokondriális DNS-ük vizsgálata kimutatta, hogy anyagcseréjük alkalmazkodott az extrém körülményekhez.

### Étrendje

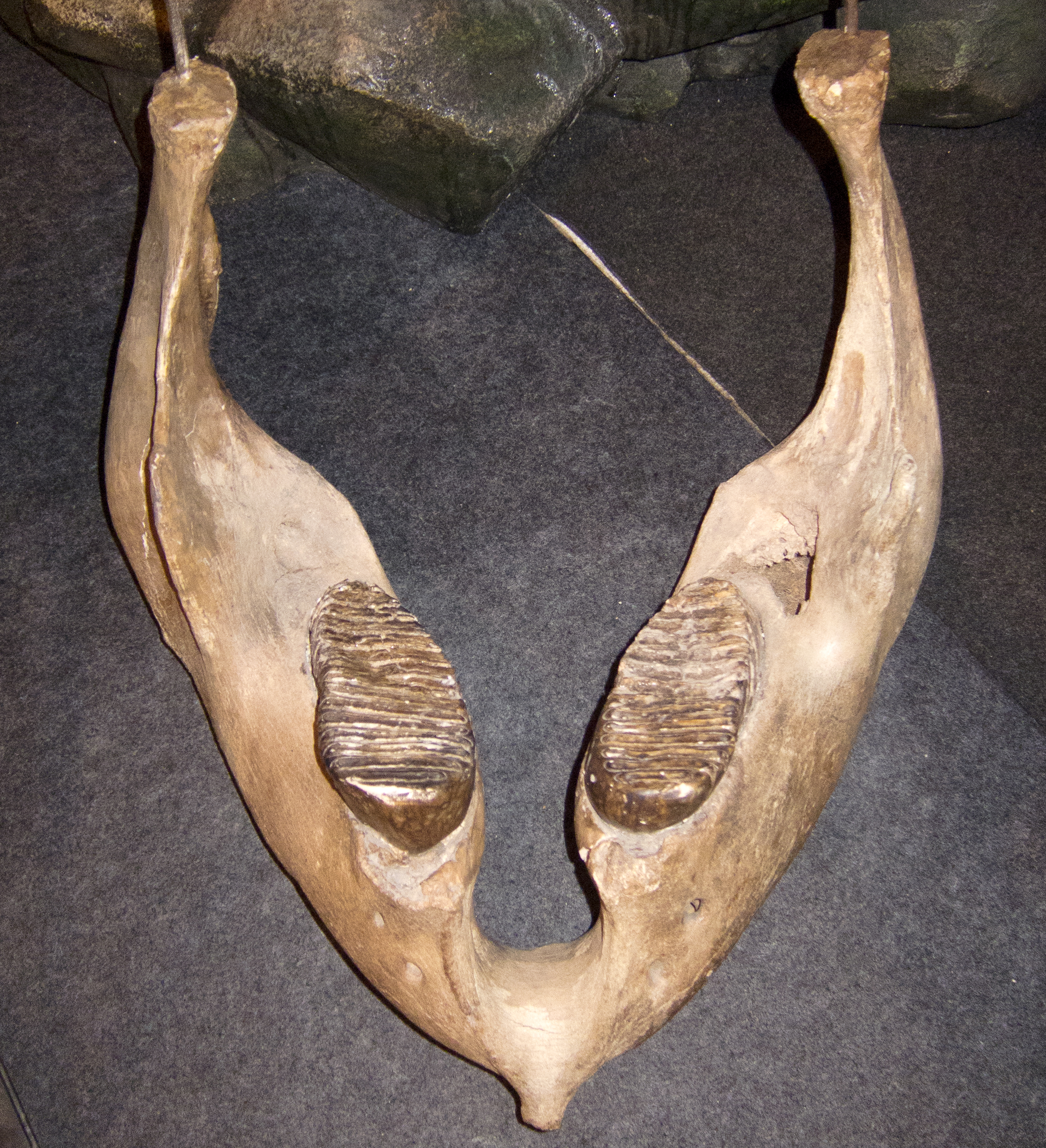
Gyapjas mamut alsó állkapcsa

A fagyott mamutpéldányok beleiben az emésztés különböző fázisaiban lévő ételmaradványokat találtak, így étrendjüket jól ismerjük. A gyapjas mamutok növényevők voltak, elsősorban füvekkel és sásokkal táplálkoztak, amit egyéb leveles növényekkel, mohákkal, bokrokról és fákról származó levelekkel-ágakkal egészítettek ki. Táplálékuk konkrét összetétele a helyszíntől függött. A mai elefántokhoz hasonlóan növekedésükhöz változatos étrendre volt szükség. Egy 6 tonnás felnőtt naponta 180 kg-nyi növényt fogyasztott és akár napi 20 órát is tölthetett legeléssel. Ormányának kétujjas vége a jégkorszak rövid füveinek megfogásához és kitépéséhez alkalmazkodott (szemben a trópusi vidékeken élő elefántokkal, amelyek a hosszabb fűcsomók köré tekerik ormányuk végét). Ormányvégükkel leszedegetették a leveleket, virágokat, kisebb ágakat is. A jukagiri mamut gyomortartalmában trágyán élő gombák spóráit is megtalálták. Az iztópanalízis alapján a mamutok főleg C3 típusú növényekkel táplálkoztak (szemben pl, a lovakkal és orrszarvúkkal).
A Ljuba becenevű fagyott mamutborjú gyomrában tejet, beleiben idegen eredetű ürüléket találtak. Utóbbit valószínűleg azért ette meg, hogy elősegítse emésztőszervei baktériumflórájának kialakulását – ez a gyakorlat a mai elefántoknál is megfigyelhető. A Yukon vidékén talált fosszíliák izotópvizsgálatából kiderült, hogy a borjak legalább három éves korukig szoptak és 2-3 évesen kezdtek áttérni a növényi táplálékra. A mai elefántoknál ez hamarabb megtörténik, de a mamutoknál a hosszú, táplálékszegény telek miatt nehezebb lehetett az átállás és nagyobb lehetett a kockázat is, hogy a legelésnél elkóborolt borjút megtámadják a ragadozók.

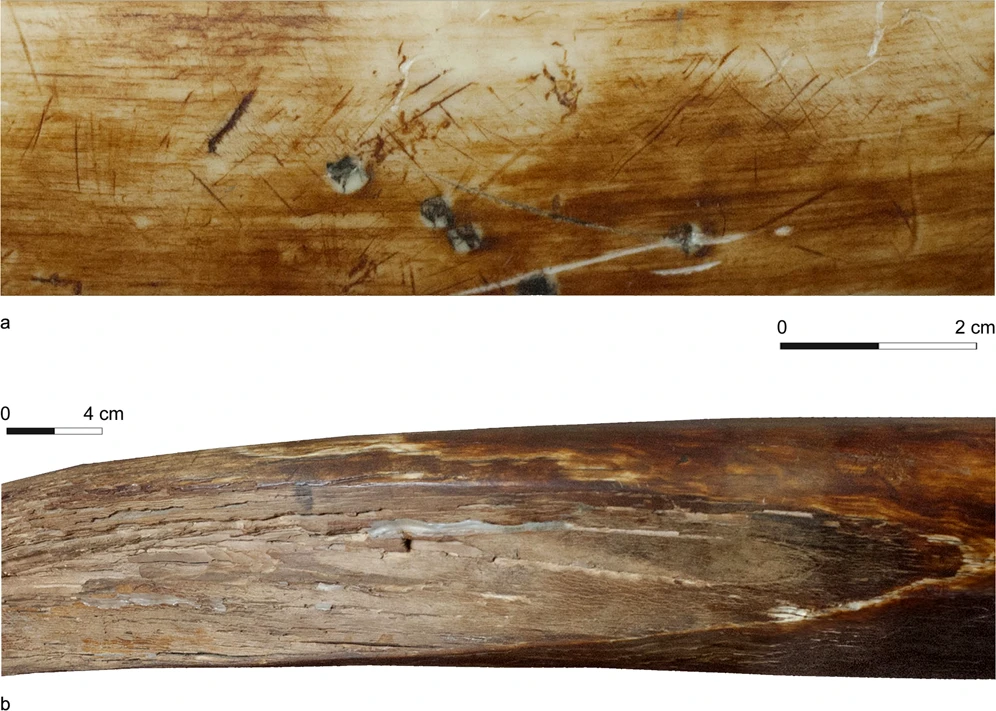
Kopásnyomok egy hím agyarán

Zápfogaik a sarkvidéki kemény, durva füvek megőrléséhez alkalmazkodtak; zománcuk vastagabb, koronájuk magasabb volt, mint korábbi, délen élő rokonaiknak. Erőteljes állkapocsizmai segítségével előremozdította alsó állkapcsát és egyúttal bezárta a száját, majd hátrahúzta az állkapcsot és szája kinyílt. Az előre-hátramozgás közben az éles, keresztirányú zománcbordák megőrölték a füvet. Fogzománca igen ellenálló volt, amire azért is szükség volt, mert a táplálék gyakran tartalmazott köves törmeléket, homokot. Agyaraikkal feltehetően elkotorták a havat a fűről vagy betörték a tavak, folyók jegét, hogy ihassanak. Erre utal, hogy agyaraik külső ívén mintegy 30 cm-nyi csiszolt, néha karcolt felületek figyelhetők meg. Az agyarakkal ki is túrhatták a földből a növényeket vagy leszaggathatták a fák kérgét.

### Életciklusuk

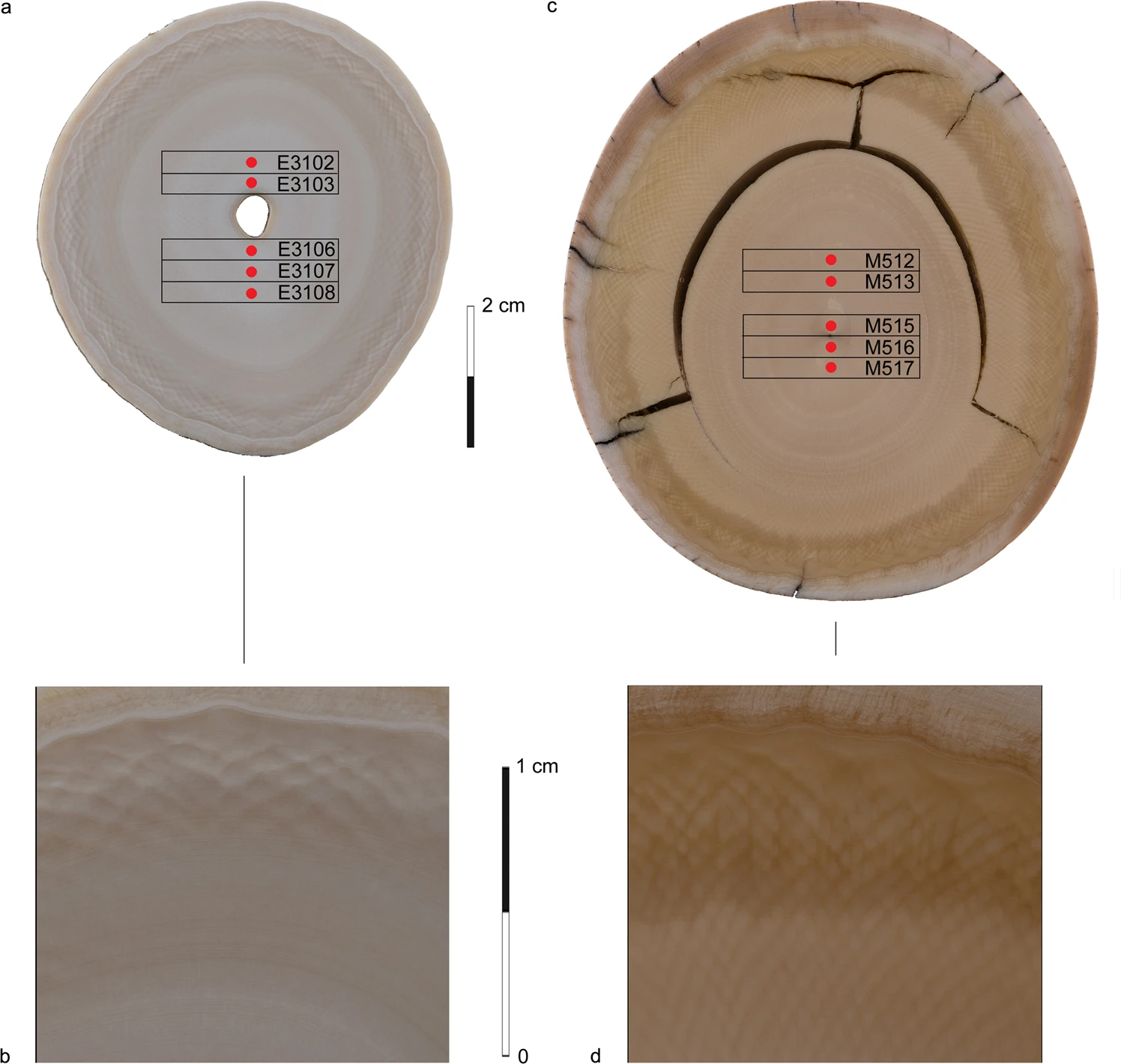
Afrikai elefánt (balra) és gyapjas mamut agyarának keresztmetszete. A növekedési gyűrűk alapján meghatározható az állat kora

Az emlősök élettartama függ a méretüktől. Mivel az elefántok nagyjából 60 évig élnek, feltételezik, hogy a hasonló méretű mamutok élettartama is hasonló lehetett. Koruk megbecsülhető az agyar keresztmetszetén megfigyelhető növekedési gyűrűkből. A nagyobb gyűrűvonalak egy évet jelentenek, amik között vékonyabb heti vagy akár napi vonalak figyelhetők meg. Mivel a sötétebb sávok a nyarat jelentik, ez alapján meghatározható, milyen évszakban pusztult el az állat. Táplálékhiányos időszakban (pl. télen) az agyar növekedése lelassult, akárcsak betegség idején vagy amikor a hímek egyedül kóboroltak (az elefántok esetében a hímek csak tíz éves korukig élnek a csordával). Kimutatható, hogy a 20-25 ezer évvel ezelőtti hideg időszakban lelassult a mamutok agyarainak növekedése.
A többi elefántféléhez hasonlóan a mamutok az ivarérettség elérését követően is tovább nőttek. Végtagcsontjaik alapján megállapítható, hogy a hímek 40, a nőstények 25 éves korukban érték el végleges méretüket. A Gyima becenevű 6-12 hónapos fagyott borjú 90 cm magas volt. Második zápfoga ekkoriban kezdett kibújni; az első 18 hónapos korára koptak el teljesen. A harmadik zápfog tíz éves koráig tartott ki, az utolsó, hatodik pedig nagyjából 30 évesen jött elő. Ha ez is elkopott, az állat nem tudta többé megrágni a táplálékát és éhen halt. Egy észak-amerikai vizsgálat szerint többnyire télen vagy tavasszal pusztultak el, amikor a hideg és a szűkös táplálékforrások különösen nagy próbatétel elé állítják az állatokat.
A fagyott borjúleletekből megállapítható, hogy általában tavasszal vagy nyáron jöttek világra. Mivel a mai elefántok 21-22 hónapig vemhesek, hasonló időtartamot feltételezve a mamutok párzási időszaka nyáron és ősszel lehetett. Ljuba fogainak izotópvizsgálatából kiderült, hogy magzati fejlődése hasonló volt egy mai elefántborjúéhoz és hogy tavasszal született.
A legjobb állapotban megmaradt jukagiri mamuton megfigyelhető, hogy szeme és füle között halántékmirigyek voltak. Az elefántbikákon hasonló mirigyek figyelhetők meg, amelyek erős szagú, olajos folyadékot választanak ki az olyan (párzási időn kívüli) időszakokban, amikor a bikák magas tesztoszterinszintjük miatt igen agresszívan viselkednek.

### Betegségeik
A mamutok csontjain többféle betegség nyomait azonosították. A leggyakoribb, az ízületi gyulladás a példányok 2%-át sújtotta; egy Svájcban talált állaton emiatt a csigolyák is összenőttek. A jukagiri mamutnak két csigolyája is gyulladt volt. Előfordult bakteriális infekció okozta osteomyelitis is. Több példányon csonttörés utáni gyógyulás látható. Az Északi-tenger vidékén a mamutok harmada abnormális nyakcsigolyaszámmal jött világra, ami egy kisszámú populáció beltenyésztettségére utalhat. Gyima beleiben élősködő legyeket és egysejtűeket találtak.
Igen gyakoriak voltak a fogproblémák. A zápfogak cseréje néha nem ment zökkenőmentesen és a fogak rendellenes helyzetbe nyomták egymást; az állatok egy részének ezt is sikerült túlélnie. A Nagy-Britanniában talált mamutfogak 2%-án ínybetegségek nyomai azonosíthatók; ezek fele szuvasodássá fejlődött. Egyes csontok tumoros burjánzás nyomait viselik.

## Elterjedése és élőhelye
A gyapjas mamutok élőhelyét mamutsztyeppnek vagy tundrasztyeppnek nevezik. Ez a biom a jégkorszak során Európától Észak-Ázsián keresztül egészen Észak-Amerika északi vidékéig terjedt. Hasonlított a mai orosz sztyeppre, de növényvilága változatosabb, dúsabb volt és gyorsabban nőtt. Flóráját különféle füvek, sások, cserjék és egyéb lágyszárú növények alkották. Déli régióiban ritkás ligetek is előfordultak. Időjárását a magas nyomású zónák határozták meg, így viszonylag kevés csapadék hullott. A mamutokon kívül olyan nagy testű növényevőknek adott otthont, mint a gyapjas orrszarvú, a vadló, vagy a bölény. A mai biomok közül az altaji-szajáni régió hasonlít hozzá leginkább.

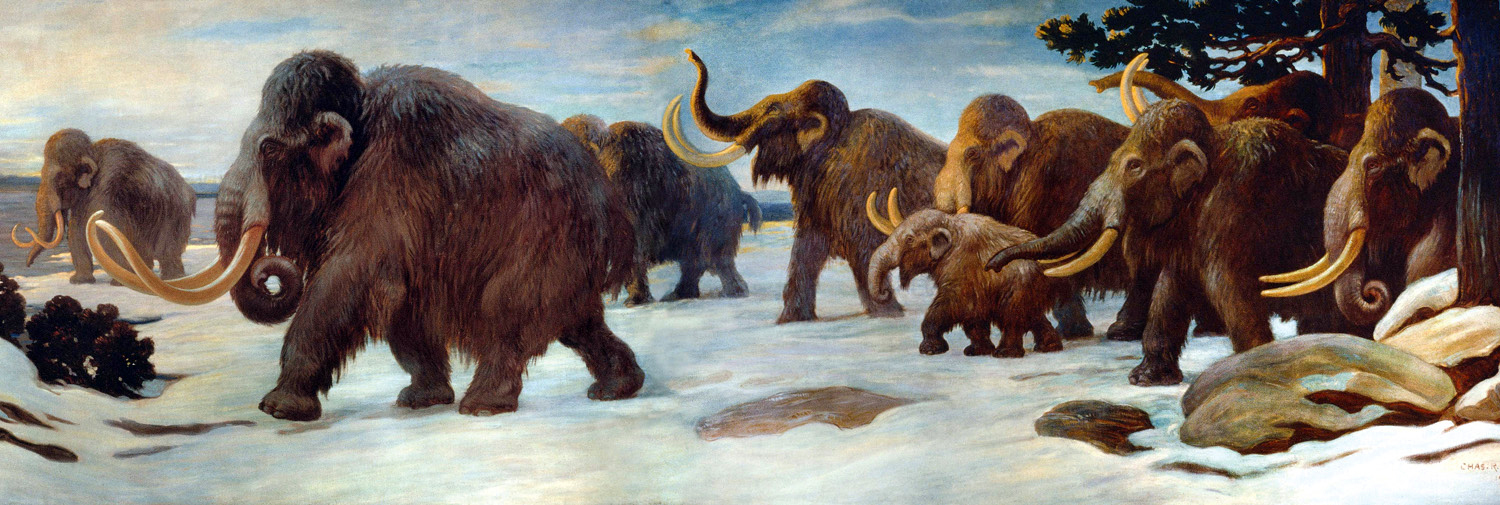
Mamutcsorda (Charles R. Knight képe, 1916)

A gyapjas mamut legdélibb, 33 ezer éves példányát Kína Santung tartományában találták meg. Európában a spanyolországi Granadai-medencéből kerültek elő a legdélibb – és nagyjából ugyanilyen idős – mamutcsontok. DNS-vizsgálatok alapján a mamutokat két csoportra – egyes vélemények szerint alfajra – osztják: az egyik mintegy 45 ezer, a másik 12 ezer évvel ezelőtt pusztult ki. Az első csoport hidegebb éghajlathoz alkalmazkodott, az arktikus vidékek középtáján élt, míg a másik jóval nagyobb területen terjedt el. A kövületek izotópvizsgálatával azt is kimutatták, hogy a pleisztocén végén Szibéria éghajlata egyenletesebben száraz és hideg volt, mint Észak-Amerikában. Az utolsó, 12-13 évvel ezelőtti, ún. Fiatalabb Dryas eljegesedés során a mamutok ismét benyomultak Északkelet-Európa, hogy aztán röviddel később visszavonuljanak és ezután fő populációik kihaltak.
Egy 2008-as genetikai vizsgálat alapján az észak-amerikai mamutok Szibériából származtak, majd kb. 300 ezer évvel ezelőtt elkezdtek visszaszivárogni Ázsiába, ahol 40 ezer évvel ezelőtt már kezdték kiszorítani az eredeti változatokat. Észak-Amerika egyes helyein a gyapjas mamut és az amerikai mamut kövületei együtt fordulnak elő (pl. dél-dakotai hőforrásoknál), de nem tudjuk hogy ténylegesen is együtt éltek vagy egymást váltották ugyanazon az élőhelyen.

## Felfedezése és osztályozása

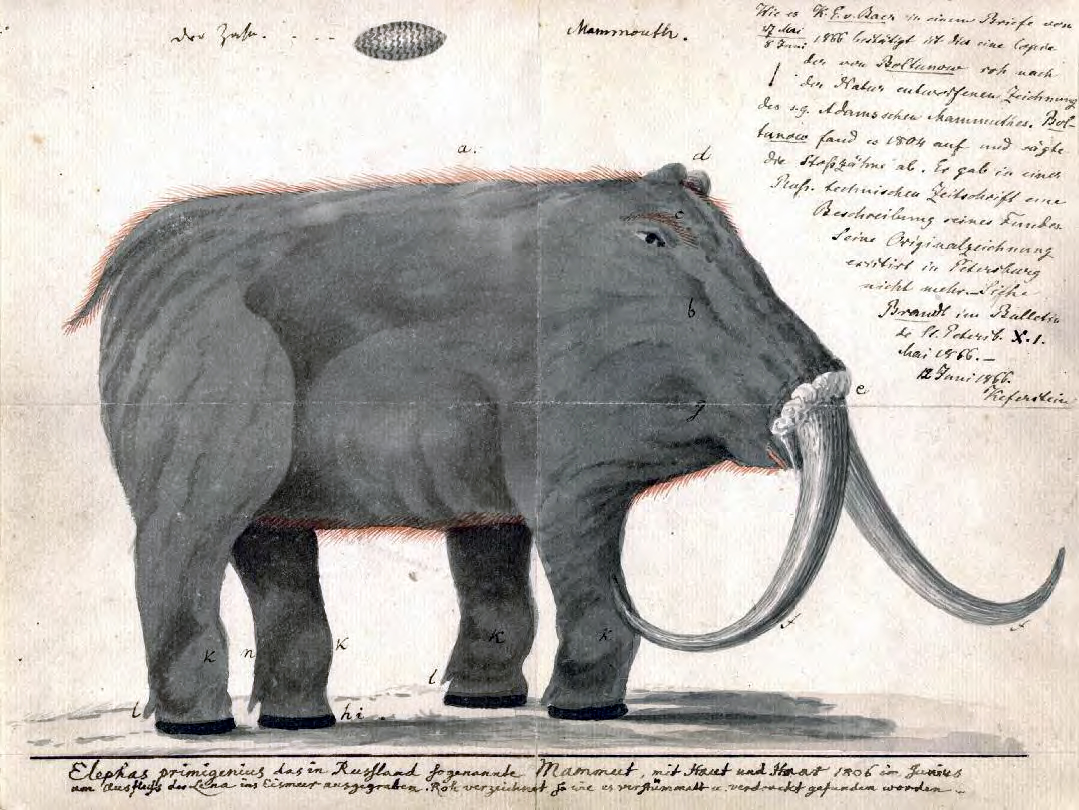
Blumenbach rekonstrukciós rajza az Adams-mamutról (1800 körül)

Európában már az ókorban is megtalálták kihalt elefántfélék csontjait, de azt a középkorig óriások és sárkányok, később pedig Hannibál vagy a rómaiak elefántjai maradványainak vélték őket. A gyapjas mamutok első tudományos leírását az ír Hans Sloane tette közzé 1728-ban, aki Szibériából kapott fogakat és agyarakat. Sloane úgy vélte, hogy a csontok eredeti tulajdonosai az Özönvíz során pusztultak el és szerinte abban az időben Szibériában trópusi éghajlat uralkodott. Mások, mint a német Johann Philipp Breyne vitatták utóbbi vélekedését, szerintük a csontokat az Özönvíz szállította a trópusokról a magasabb szélességi fokokra.
1796-ban a francia Georges Cuvier megállapította, hogy a mamutcsontok nem a ma élő elefántoktól származnak, hanem egy ismeretlen fajt képviselnek. Azt állította, hogy ez a faj már teljesen kihalt, amit a korabeli közvélemény az isteni gondviselésre hivatkozva kétkedéssel fogadott. Cuvier eredményei alapján a német Johann Friedrich Blumenbach 1799-ben az Elephas primigenius ("elsőszülött elefánt") tudományos nevet adta a fajnak, az ázsiai elefánttal egy nembe helyezve el azt. Cuvier valamivel később az Elephas mammonteus nevet javasolta, de a tudományos közösség továbbra is Blumenbach elnevezését használta. A Mammuthus (M. borealis) nevet a brit Joshua Brookes használta először, amikor eladásra hirdette kövületgyűjteményét.

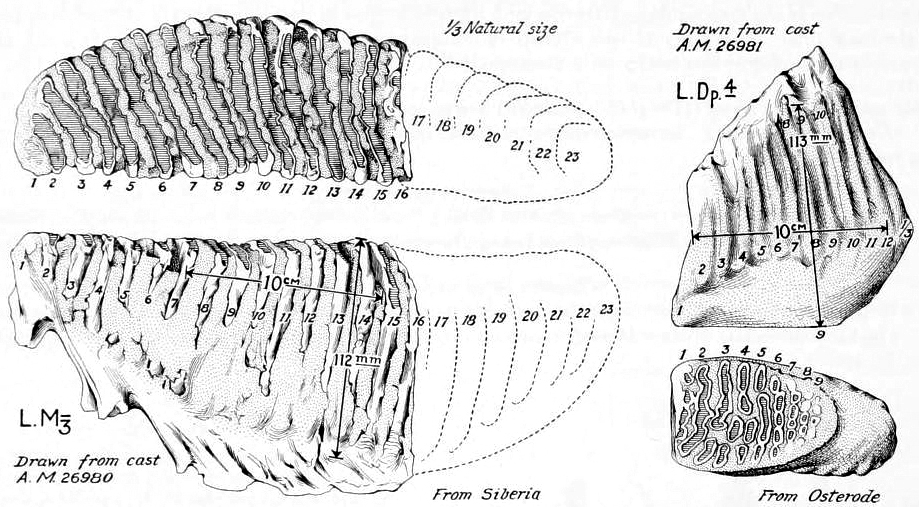
A faj eredeti leírásához használt zápfogak 1930-as ábrázolása (a bal oldali mára elveszett)

A mamut szó eredete bizonytalan. A Magyar Etimológiai Szótár szerint talán a jakut mamma – föld szó származéka. Egy másik elképzelés szerint a vogul mémont- földi szarv kifejezésből ered. Esetleg az arab mehemot (a bibliai behemót) szóból következik. Európában a 17. század elején jelent meg a szó (mint maimanto) és a Szibériában talált agyarakat értették alatta.
A 20. század során többször is átdolgozták a kihalt elefántfélék rendszertanát. 1942-ben az amerikai Henry Fairfield Osborn az ormányosok taxonómiájáról szóló monográfiájában a Mammonteus genusnevet javasolta a Mammuthus helyett. Az 1970-es évektől kezdődően az érintett fajokat sorra visszahelyezték a Mammuthus genusba és több fajt is összevontak, különbségeiket a fajon belüli változatosságnak tulajdonítva.

### Evolúciója

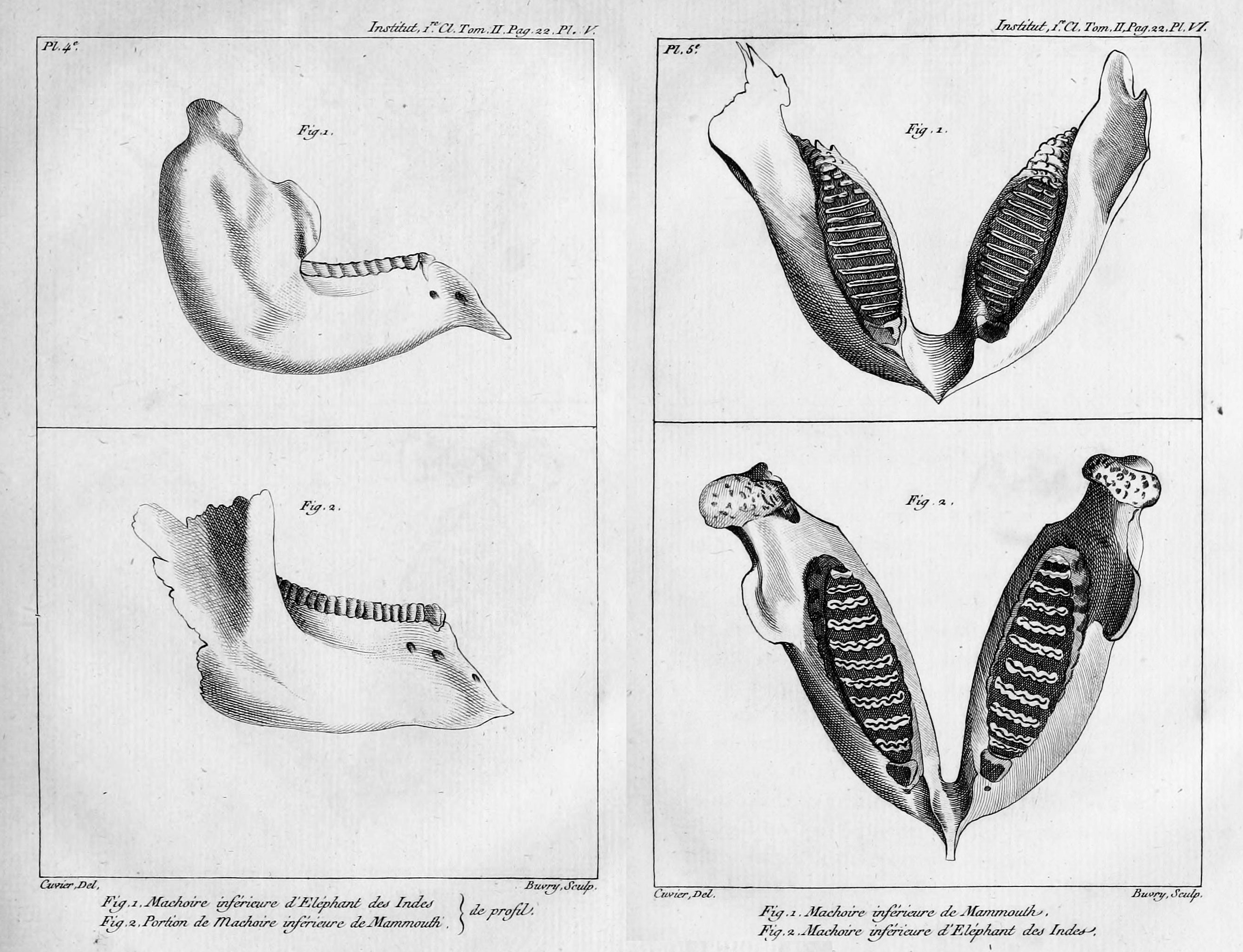
Georges Cuvier összehasonlító rajza az ázsiai elefánt és a gyapjas mamut alsó állkapcsáról (1796)

Az ormányosok rendjének első képviselői mintegy 55 millió évvel ezelőtt fejlődtek ki a Tethys-óceán partján. Legközelebbi mai rokonaik a tengeri tehenek és a szirtiborzok. Az elefántfélék családja (ahová a mai elefántok és a mamutok is tartoznak) 6 millió éve jelentek meg Afrikában. A némileg félreérthető módon Mammut tudományos névvel illetett masztodonok csak távoli rokonai a mamutoknak és 25 millió évvel korábban elváltak a gyapjas mamutok őseitől. A lenti ábra az ormányosok rokonsági viszonyait mutatja be a nyelvcsont formája alapján:
|             | †Palaeoloxodon (őselefántok)                                                        |
|             |                                                                                     |
| Elephantina | \| \| Elephas (ázsiai elefántok) \| \| \| \| \| \| †Mammuthus (mamutok) \| \| \| \| |
|             | \| \| Elephas (ázsiai elefántok) \| \| \| \| \| \| †Mammuthus (mamutok) \| \| \| \| |
|             | Elephas (ázsiai elefántok)                                                          |
|             |                                                                                     |
|             | †Mammuthus (mamutok)                                                                |
|             |                                                                                     |

|  | Elephas (ázsiai elefántok) |
|  |                            |
|  | †Mammuthus (mamutok)       |
|  |                            |

|             | †Palaeoloxodon (őselefántok)                                                        |
|             |                                                                                     |
| Elephantina | \| \| Elephas (ázsiai elefántok) \| \| \| \| \| \| †Mammuthus (mamutok) \| \| \| \| |
|             | \| \| Elephas (ázsiai elefántok) \| \| \| \| \| \| †Mammuthus (mamutok) \| \| \| \| |
|             | Elephas (ázsiai elefántok)                                                          |
|             |                                                                                     |
|             | †Mammuthus (mamutok)                                                                |
|             |                                                                                     |

|  | Elephas (ázsiai elefántok) |
|  |                            |
|  | †Mammuthus (mamutok)       |
|  |                            |

|             | †Palaeoloxodon (őselefántok)                                                        |
|             |                                                                                     |
| Elephantina | \| \| Elephas (ázsiai elefántok) \| \| \| \| \| \| †Mammuthus (mamutok) \| \| \| \| |
|             | \| \| Elephas (ázsiai elefántok) \| \| \| \| \| \| †Mammuthus (mamutok) \| \| \| \| |
|             | Elephas (ázsiai elefántok)                                                          |
|             |                                                                                     |
|             | †Mammuthus (mamutok)                                                                |
|             |                                                                                     |

|  | Elephas (ázsiai elefántok) |
|  |                            |
|  | †Mammuthus (mamutok)       |
|  |                            |

|             | †Palaeoloxodon (őselefántok)                                                        |
|             |                                                                                     |
| Elephantina | \| \| Elephas (ázsiai elefántok) \| \| \| \| \| \| †Mammuthus (mamutok) \| \| \| \| |
|             | \| \| Elephas (ázsiai elefántok) \| \| \| \| \| \| †Mammuthus (mamutok) \| \| \| \| |
|             | Elephas (ázsiai elefántok)                                                          |
|             |                                                                                     |
|             | †Mammuthus (mamutok)                                                                |
|             |                                                                                     |

|  | Elephas (ázsiai elefántok) |
|  |                            |
|  | †Mammuthus (mamutok)       |
|  |                            |

|             | †Palaeoloxodon (őselefántok)                                                        |
|             |                                                                                     |
| Elephantina | \| \| Elephas (ázsiai elefántok) \| \| \| \| \| \| †Mammuthus (mamutok) \| \| \| \| |
|             | \| \| Elephas (ázsiai elefántok) \| \| \| \| \| \| †Mammuthus (mamutok) \| \| \| \| |
|             | Elephas (ázsiai elefántok)                                                          |
|             |                                                                                     |
|             | †Mammuthus (mamutok)                                                                |
|             |                                                                                     |

|  | Elephas (ázsiai elefántok) |
|  |                            |
|  | †Mammuthus (mamutok)       |
|  |                            |

|             | †Palaeoloxodon (őselefántok)                                                        |
|             |                                                                                     |
| Elephantina | \| \| Elephas (ázsiai elefántok) \| \| \| \| \| \| †Mammuthus (mamutok) \| \| \| \| |
|             | \| \| Elephas (ázsiai elefántok) \| \| \| \| \| \| †Mammuthus (mamutok) \| \| \| \| |
|             | Elephas (ázsiai elefántok)                                                          |
|             |                                                                                     |
|             | †Mammuthus (mamutok)                                                                |
|             |                                                                                     |

|  | Elephas (ázsiai elefántok) |
|  |                            |
|  | †Mammuthus (mamutok)       |
|  |                            |

|             | †Palaeoloxodon (őselefántok)                                                        |
|             |                                                                                     |
| Elephantina | \| \| Elephas (ázsiai elefántok) \| \| \| \| \| \| †Mammuthus (mamutok) \| \| \| \| |
|             | \| \| Elephas (ázsiai elefántok) \| \| \| \| \| \| †Mammuthus (mamutok) \| \| \| \| |
|             | Elephas (ázsiai elefántok)                                                          |
|             |                                                                                     |
|             | †Mammuthus (mamutok)                                                                |
|             |                                                                                     |

|  | Elephas (ázsiai elefántok) |
|  |                            |
|  | †Mammuthus (mamutok)       |
|  |                            |

|             | †Palaeoloxodon (őselefántok)                                                        |
|             |                                                                                     |
| Elephantina | \| \| Elephas (ázsiai elefántok) \| \| \| \| \| \| †Mammuthus (mamutok) \| \| \| \| |
|             | \| \| Elephas (ázsiai elefántok) \| \| \| \| \| \| †Mammuthus (mamutok) \| \| \| \| |
|             | Elephas (ázsiai elefántok)                                                          |
|             |                                                                                     |
|             | †Mammuthus (mamutok)                                                                |
|             |                                                                                     |

|  | Elephas (ázsiai elefántok) |
|  |                            |
|  | †Mammuthus (mamutok)       |
|  |                            |

|             | †Palaeoloxodon (őselefántok)                                                        |
|             |                                                                                     |
| Elephantina | \| \| Elephas (ázsiai elefántok) \| \| \| \| \| \| †Mammuthus (mamutok) \| \| \| \| |
|             | \| \| Elephas (ázsiai elefántok) \| \| \| \| \| \| †Mammuthus (mamutok) \| \| \| \| |
|             | Elephas (ázsiai elefántok)                                                          |
|             |                                                                                     |
|             | †Mammuthus (mamutok)                                                                |
|             |                                                                                     |

|  | Elephas (ázsiai elefántok) |
|  |                            |
|  | †Mammuthus (mamutok)       |
|  |                            |

|             | †Palaeoloxodon (őselefántok)                                                        |
|             |                                                                                     |
| Elephantina | \| \| Elephas (ázsiai elefántok) \| \| \| \| \| \| †Mammuthus (mamutok) \| \| \| \| |
|             | \| \| Elephas (ázsiai elefántok) \| \| \| \| \| \| †Mammuthus (mamutok) \| \| \| \| |
|             | Elephas (ázsiai elefántok)                                                          |
|             |                                                                                     |
|             | †Mammuthus (mamutok)                                                                |
|             |                                                                                     |

|  | Elephas (ázsiai elefántok) |
|  |                            |
|  | †Mammuthus (mamutok)       |
|  |                            |

|             | †Palaeoloxodon (őselefántok)                                                        |
|             |                                                                                     |
| Elephantina | \| \| Elephas (ázsiai elefántok) \| \| \| \| \| \| †Mammuthus (mamutok) \| \| \| \| |
|             | \| \| Elephas (ázsiai elefántok) \| \| \| \| \| \| †Mammuthus (mamutok) \| \| \| \| |
|             | Elephas (ázsiai elefántok)                                                          |
|             |                                                                                     |
|             | †Mammuthus (mamutok)                                                                |
|             |                                                                                     |

|  | Elephas (ázsiai elefántok) |
|  |                            |
|  | †Mammuthus (mamutok)       |
|  |                            |

|             | †Palaeoloxodon (őselefántok)                                                        |
|             |                                                                                     |
| Elephantina | \| \| Elephas (ázsiai elefántok) \| \| \| \| \| \| †Mammuthus (mamutok) \| \| \| \| |
|             | \| \| Elephas (ázsiai elefántok) \| \| \| \| \| \| †Mammuthus (mamutok) \| \| \| \| |
|             | Elephas (ázsiai elefántok)                                                          |
|             |                                                                                     |
|             | †Mammuthus (mamutok)                                                                |
|             |                                                                                     |

|  | Elephas (ázsiai elefántok) |
|  |                            |
|  | †Mammuthus (mamutok)       |
|  |                            |

|             | †Palaeoloxodon (őselefántok)                                                        |
|             |                                                                                     |
| Elephantina | \| \| Elephas (ázsiai elefántok) \| \| \| \| \| \| †Mammuthus (mamutok) \| \| \| \| |
|             | \| \| Elephas (ázsiai elefántok) \| \| \| \| \| \| †Mammuthus (mamutok) \| \| \| \| |
|             | Elephas (ázsiai elefántok)                                                          |
|             |                                                                                     |
|             | †Mammuthus (mamutok)                                                                |
|             |                                                                                     |

|  | Elephas (ázsiai elefántok) |
|  |                            |
|  | †Mammuthus (mamutok)       |
|  |                            |

|             | †Palaeoloxodon (őselefántok)                                                        |
|             |                                                                                     |
| Elephantina | \| \| Elephas (ázsiai elefántok) \| \| \| \| \| \| †Mammuthus (mamutok) \| \| \| \| |
|             | \| \| Elephas (ázsiai elefántok) \| \| \| \| \| \| †Mammuthus (mamutok) \| \| \| \| |
|             | Elephas (ázsiai elefántok)                                                          |
|             |                                                                                     |
|             | †Mammuthus (mamutok)                                                                |
|             |                                                                                     |

|  | Elephas (ázsiai elefántok) |
|  |                            |
|  | †Mammuthus (mamutok)       |
|  |                            |

|             | †Palaeoloxodon (őselefántok)                                                        |
|             |                                                                                     |
| Elephantina | \| \| Elephas (ázsiai elefántok) \| \| \| \| \| \| †Mammuthus (mamutok) \| \| \| \| |
|             | \| \| Elephas (ázsiai elefántok) \| \| \| \| \| \| †Mammuthus (mamutok) \| \| \| \| |
|             | Elephas (ázsiai elefántok)                                                          |
|             |                                                                                     |
|             | †Mammuthus (mamutok)                                                                |
|             |                                                                                     |

|  | Elephas (ázsiai elefántok) |
|  |                            |
|  | †Mammuthus (mamutok)       |
|  |                            |

|             | †Palaeoloxodon (őselefántok)                                                        |
|             |                                                                                     |
| Elephantina | \| \| Elephas (ázsiai elefántok) \| \| \| \| \| \| †Mammuthus (mamutok) \| \| \| \| |
|             | \| \| Elephas (ázsiai elefántok) \| \| \| \| \| \| †Mammuthus (mamutok) \| \| \| \| |
|             | Elephas (ázsiai elefántok)                                                          |
|             |                                                                                     |
|             | †Mammuthus (mamutok)                                                                |
|             |                                                                                     |

|  | Elephas (ázsiai elefántok) |
|  |                            |
|  | †Mammuthus (mamutok)       |
|  |                            |

|             | †Palaeoloxodon (őselefántok)                                                        |
|             |                                                                                     |
| Elephantina | \| \| Elephas (ázsiai elefántok) \| \| \| \| \| \| †Mammuthus (mamutok) \| \| \| \| |
|             | \| \| Elephas (ázsiai elefántok) \| \| \| \| \| \| †Mammuthus (mamutok) \| \| \| \| |
|             | Elephas (ázsiai elefántok)                                                          |
|             |                                                                                     |
|             | †Mammuthus (mamutok)                                                                |
|             |                                                                                     |

|  | Elephas (ázsiai elefántok) |
|  |                            |
|  | †Mammuthus (mamutok)       |
|  |                            |

|             | †Palaeoloxodon (őselefántok)                                                        |
|             |                                                                                     |
| Elephantina | \| \| Elephas (ázsiai elefántok) \| \| \| \| \| \| †Mammuthus (mamutok) \| \| \| \| |
|             | \| \| Elephas (ázsiai elefántok) \| \| \| \| \| \| †Mammuthus (mamutok) \| \| \| \| |
|             | Elephas (ázsiai elefántok)                                                          |
|             |                                                                                     |
|             | †Mammuthus (mamutok)                                                                |
|             |                                                                                     |

|  | Elephas (ázsiai elefántok) |
|  |                            |
|  | †Mammuthus (mamutok)       |
|  |                            |

|             | †Palaeoloxodon (őselefántok)                                                        |
|             |                                                                                     |
| Elephantina | \| \| Elephas (ázsiai elefántok) \| \| \| \| \| \| †Mammuthus (mamutok) \| \| \| \| |
|             | \| \| Elephas (ázsiai elefántok) \| \| \| \| \| \| †Mammuthus (mamutok) \| \| \| \| |
|             | Elephas (ázsiai elefántok)                                                          |
|             |                                                                                     |
|             | †Mammuthus (mamutok)                                                                |
|             |                                                                                     |

|  | Elephas (ázsiai elefántok) |
|  |                            |
|  | †Mammuthus (mamutok)       |
|  |                            |

|             | †Palaeoloxodon (őselefántok)                                                        |
|             |                                                                                     |
| Elephantina | \| \| Elephas (ázsiai elefántok) \| \| \| \| \| \| †Mammuthus (mamutok) \| \| \| \| |
|             | \| \| Elephas (ázsiai elefántok) \| \| \| \| \| \| †Mammuthus (mamutok) \| \| \| \| |
|             | Elephas (ázsiai elefántok)                                                          |
|             |                                                                                     |
|             | †Mammuthus (mamutok)                                                                |
|             |                                                                                     |

|  | Elephas (ázsiai elefántok) |
|  |                            |
|  | †Mammuthus (mamutok)       |
|  |                            |

|             | †Palaeoloxodon (őselefántok)                                                        |
|             |                                                                                     |
| Elephantina | \| \| Elephas (ázsiai elefántok) \| \| \| \| \| \| †Mammuthus (mamutok) \| \| \| \| |
|             | \| \| Elephas (ázsiai elefántok) \| \| \| \| \| \| †Mammuthus (mamutok) \| \| \| \| |
|             | Elephas (ázsiai elefántok)                                                          |
|             |                                                                                     |
|             | †Mammuthus (mamutok)                                                                |
|             |                                                                                     |

|  | Elephas (ázsiai elefántok) |
|  |                            |
|  | †Mammuthus (mamutok)       |
|  |                            |

|             | †Palaeoloxodon (őselefántok)                                                        |
|             |                                                                                     |
| Elephantina | \| \| Elephas (ázsiai elefántok) \| \| \| \| \| \| †Mammuthus (mamutok) \| \| \| \| |
|             | \| \| Elephas (ázsiai elefántok) \| \| \| \| \| \| †Mammuthus (mamutok) \| \| \| \| |
|             | Elephas (ázsiai elefántok)                                                          |
|             |                                                                                     |
|             | †Mammuthus (mamutok)                                                                |
|             |                                                                                     |

|  | Elephas (ázsiai elefántok) |
|  |                            |
|  | †Mammuthus (mamutok)       |
|  |                            |

|             | †Palaeoloxodon (őselefántok)                                                        |
|             |                                                                                     |
| Elephantina | \| \| Elephas (ázsiai elefántok) \| \| \| \| \| \| †Mammuthus (mamutok) \| \| \| \| |
|             | \| \| Elephas (ázsiai elefántok) \| \| \| \| \| \| †Mammuthus (mamutok) \| \| \| \| |
|             | Elephas (ázsiai elefántok)                                                          |
|             |                                                                                     |
|             | †Mammuthus (mamutok)                                                                |
|             |                                                                                     |

|  | Elephas (ázsiai elefántok) |
|  |                            |
|  | †Mammuthus (mamutok)       |
|  |                            |

|             | †Palaeoloxodon (őselefántok)                                                        |
|             |                                                                                     |
| Elephantina | \| \| Elephas (ázsiai elefántok) \| \| \| \| \| \| †Mammuthus (mamutok) \| \| \| \| |
|             | \| \| Elephas (ázsiai elefántok) \| \| \| \| \| \| †Mammuthus (mamutok) \| \| \| \| |
|             | Elephas (ázsiai elefántok)                                                          |
|             |                                                                                     |
|             | †Mammuthus (mamutok)                                                                |
|             |                                                                                     |

|  | Elephas (ázsiai elefántok) |
|  |                            |
|  | †Mammuthus (mamutok)       |
|  |                            |

|             | †Palaeoloxodon (őselefántok)                                                        |
|             |                                                                                     |
| Elephantina | \| \| Elephas (ázsiai elefántok) \| \| \| \| \| \| †Mammuthus (mamutok) \| \| \| \| |
|             | \| \| Elephas (ázsiai elefántok) \| \| \| \| \| \| †Mammuthus (mamutok) \| \| \| \| |
|             | Elephas (ázsiai elefántok)                                                          |
|             |                                                                                     |
|             | †Mammuthus (mamutok)                                                                |
|             |                                                                                     |

|  | Elephas (ázsiai elefántok) |
|  |                            |
|  | †Mammuthus (mamutok)       |
|  |                            |

|             | †Palaeoloxodon (őselefántok)                                                        |
|             |                                                                                     |
| Elephantina | \| \| Elephas (ázsiai elefántok) \| \| \| \| \| \| †Mammuthus (mamutok) \| \| \| \| |
|             | \| \| Elephas (ázsiai elefántok) \| \| \| \| \| \| †Mammuthus (mamutok) \| \| \| \| |
|             | Elephas (ázsiai elefántok)                                                          |
|             |                                                                                     |
|             | †Mammuthus (mamutok)                                                                |
|             |                                                                                     |

|  | Elephas (ázsiai elefántok) |
|  |                            |
|  | †Mammuthus (mamutok)       |
|  |                            |

|             | †Palaeoloxodon (őselefántok)                                                        |
|             |                                                                                     |
| Elephantina | \| \| Elephas (ázsiai elefántok) \| \| \| \| \| \| †Mammuthus (mamutok) \| \| \| \| |
|             | \| \| Elephas (ázsiai elefántok) \| \| \| \| \| \| †Mammuthus (mamutok) \| \| \| \| |
|             | Elephas (ázsiai elefántok)                                                          |
|             |                                                                                     |
|             | †Mammuthus (mamutok)                                                                |
|             |                                                                                     |

|  | Elephas (ázsiai elefántok) |
|  |                            |
|  | †Mammuthus (mamutok)       |
|  |                            |

|             | †Palaeoloxodon (őselefántok)                                                        |
|             |                                                                                     |
| Elephantina | \| \| Elephas (ázsiai elefántok) \| \| \| \| \| \| †Mammuthus (mamutok) \| \| \| \| |
|             | \| \| Elephas (ázsiai elefántok) \| \| \| \| \| \| †Mammuthus (mamutok) \| \| \| \| |
|             | Elephas (ázsiai elefántok)                                                          |
|             |                                                                                     |
|             | †Mammuthus (mamutok)                                                                |
|             |                                                                                     |

|  | Elephas (ázsiai elefántok) |
|  |                            |
|  | †Mammuthus (mamutok)       |
|  |                            |

|             | †Palaeoloxodon (őselefántok)                                                        |
|             |                                                                                     |
| Elephantina | \| \| Elephas (ázsiai elefántok) \| \| \| \| \| \| †Mammuthus (mamutok) \| \| \| \| |
|             | \| \| Elephas (ázsiai elefántok) \| \| \| \| \| \| †Mammuthus (mamutok) \| \| \| \| |
|             | Elephas (ázsiai elefántok)                                                          |
|             |                                                                                     |
|             | †Mammuthus (mamutok)                                                                |
|             |                                                                                     |

|  | Elephas (ázsiai elefántok) |
|  |                            |
|  | †Mammuthus (mamutok)       |
|  |                            |

|             | †Palaeoloxodon (őselefántok)                                                        |
|             |                                                                                     |
| Elephantina | \| \| Elephas (ázsiai elefántok) \| \| \| \| \| \| †Mammuthus (mamutok) \| \| \| \| |
|             | \| \| Elephas (ázsiai elefántok) \| \| \| \| \| \| †Mammuthus (mamutok) \| \| \| \| |
|             | Elephas (ázsiai elefántok)                                                          |
|             |                                                                                     |
|             | †Mammuthus (mamutok)                                                                |
|             |                                                                                     |

|  | Elephas (ázsiai elefántok) |
|  |                            |
|  | †Mammuthus (mamutok)       |
|  |                            |

|             | †Palaeoloxodon (őselefántok)                                                        |
|             |                                                                                     |
| Elephantina | \| \| Elephas (ázsiai elefántok) \| \| \| \| \| \| †Mammuthus (mamutok) \| \| \| \| |
|             | \| \| Elephas (ázsiai elefántok) \| \| \| \| \| \| †Mammuthus (mamutok) \| \| \| \| |
|             | Elephas (ázsiai elefántok)                                                          |
|             |                                                                                     |
|             | †Mammuthus (mamutok)                                                                |
|             |                                                                                     |

|  | Elephas (ázsiai elefántok) |
|  |                            |
|  | †Mammuthus (mamutok)       |
|  |                            |

|             | †Palaeoloxodon (őselefántok)                                                        |
|             |                                                                                     |
| Elephantina | \| \| Elephas (ázsiai elefántok) \| \| \| \| \| \| †Mammuthus (mamutok) \| \| \| \| |
|             | \| \| Elephas (ázsiai elefántok) \| \| \| \| \| \| †Mammuthus (mamutok) \| \| \| \| |
|             | Elephas (ázsiai elefántok)                                                          |
|             |                                                                                     |
|             | †Mammuthus (mamutok)                                                                |
|             |                                                                                     |

|  | Elephas (ázsiai elefántok) |
|  |                            |
|  | †Mammuthus (mamutok)       |
|  |                            |

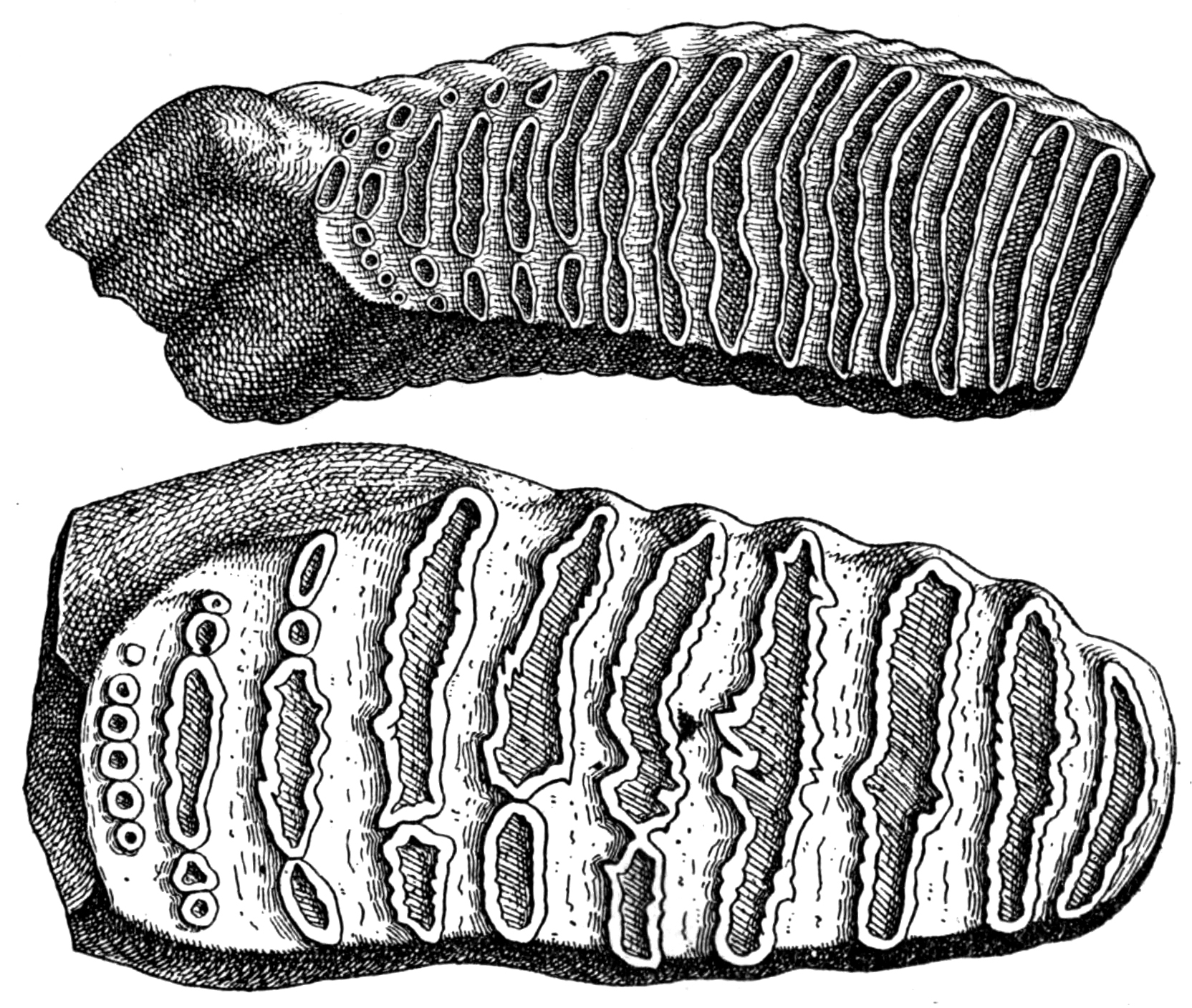
Gyapja mamut(fent) és déli mamut zápfogának összehasonlítésa; a gyapjas mamuté jóval barázdáltabb

2005-2006-ban három kutatócsoport egymástól függetlenül meghatározta a mamut mitokondriális DNS-ének szekvenciáját, amivel megerősítették az ázsiai elefánttal való közeli rokonságát. Az afrikai elefánt kb. 6 millió éve vált el tőlük (nagyjából akkor, amikor a csimpánz és az ember leszármazási vonala szétvált). Egy 2010-es vizsgálat 6,6-8,8 millió évvel ezelőttre teszi az afrikai elefánt elválását, az ázsiai elefánt-mamut szétválást pedig 5,8–7,8 millió évvel ezelőttre.
2008-ra feltérképezték a gyapjas mamut kromoszómáit is; eszerint genetikai állománya 98,55-99,4%-ban azonos az afrikai elefántéval. Az ehhez szükséges DNS-t egy 20 ezer és egy 60 ezer éves fagyott példányból szerezték. 2012-ben már egy 43 ezer éves fagyott minta fehérjéit is sikerült közvetlenül megszekvenálni.
A ránk maradt számos csontlelet alapján fel lehet térképezni a mamutok nemzetségének evolúciós történéseit. A korai fajok zápfogain kevesebb keresztborda figyelhető meg; ezek száma idővel növekedett, ahogyan egyre keményebb eledelhez alkalmazkodtak. Fogaik koronája magasabb lett, akárcsak az azt befogadó koponya is. Ugyanakkor, a súly csökkentése érdekében a koponya megrövidült. Ennek a folyamatnak a végén a rövid és magas koponyájú gyapjas és amerikai mamutok állnak.
A Mammuthus genus első ismert képviselője az afrikai Mammuthus subplanifrons a pliocénből és a M. africanavus a pleisztocénből. Az elsőt tekintik a későbbi formák ősének. A mamutok mintegy 3 millió évvel ezelőtt jelentek meg Európában; első itteni fajuk, a M. rumanus az egész kontinensen elterjedt. Csak zápfoga ismert, amelyen 8–10 keresztborda látszik. 2-1,7 millió évvel ezelőtt fejlődött ki a déli mamut (M. meridionalis), melynek 12-14 bordája volt a fogán és idővel kiszorította a korábbi formát. Őt a sztyeppei mamut (M. trogontherii) váltotta fel, amely Kelet-Ázsiában jelent meg 1 millió éve és 18–20 bordás zápfoggal rendelkezett. Ebből a fajból fejlődtek ki a gyapjas mamutok Szibériában kb. 400 ezer éve; az ő zápfogukon már 26 keresztborda volt. A Beringi-földszoroson átkelve mintegy 100 ezer évvel ezelőtt Észak-Amerikát is meghódították.

### Alfajok és hibridek
Ismertek az egyes mamutfajok közötti átmeneti morfológiájú egyedek és populációk. A korai és késői változatok egymás mellett éltek és idővel az előbbiek eltűntek. A taxonómusok számos kategóriát állítottak fel a gyapjas mamut és a többi mamutfaj között, de ezek helyzete bizonytalan; egyes szerzők a korábbi fajok fejlett formáinak, mások a későbbi taxon primitív változatainak tartják őket. Ilyen nem általánosan elismert regionális és átmeneti alfaj vagy faj a Mammuthus intermedius, a M. chosaricus, a M. primigenius primigenius, a M. p. jatzkovi, a M. p. sibiricus, a M. p. fraasi, a M. p. leith-adamsi, a M. p. hydruntinus, a M. p. astensis, a M. p. americanus, a M. p. compressus vagy a M. p. alaskensis.
Egy 2011-es genetikai vizsgálat során az amerikai mamut két példányát a gyapjas mamutok egyik alcsoportjába helyezték, ami arra utal, hogy a két faj kereszteződött egymással és utódaik termékenyek voltak. Lehetséges hogy az amerikai M. jeffersonii valójában a két faj hibridje. Elterjedésük átfedő zónáiban a gyapjas mamut és az amerikai mamut olyan metapopulációkat hozhatott létre, amely különféle morfológiájú hibridekből állt. Egyes vélemények szerint hasonló volt a helyzet a gyapjas mamut és a sztyeppei mamut határzónáiban is.
2021-ben először sikerült egymillió évesnél idősebb DNS-t megszekvenálni: a mintákat két kelet-szibériai, korai pleisztocénből származó mamutfogból nyerték. Az egyik (az Adicsa-folyónál talált) fog 1-1,3 millió éves volt és a későbbi gyapjas mamutok ősének bizonyult. A másik 1,1–1,65 millió éves fog egy eddig ismeretlen leszármazási vonalhoz tartozott, amelynek az amerikai mamutok között voltak rokonai, vagyis mintegy 420 ezer évvel ezelőtt kereszteződött velük. A vizsgálatból az is kiderült, hogy már a sztyeppei mamut is alkalmazkodott a hideghez hosszú szőr növesztésével és zsírtartalékok felhalmozásával.

## A mamut és az ember

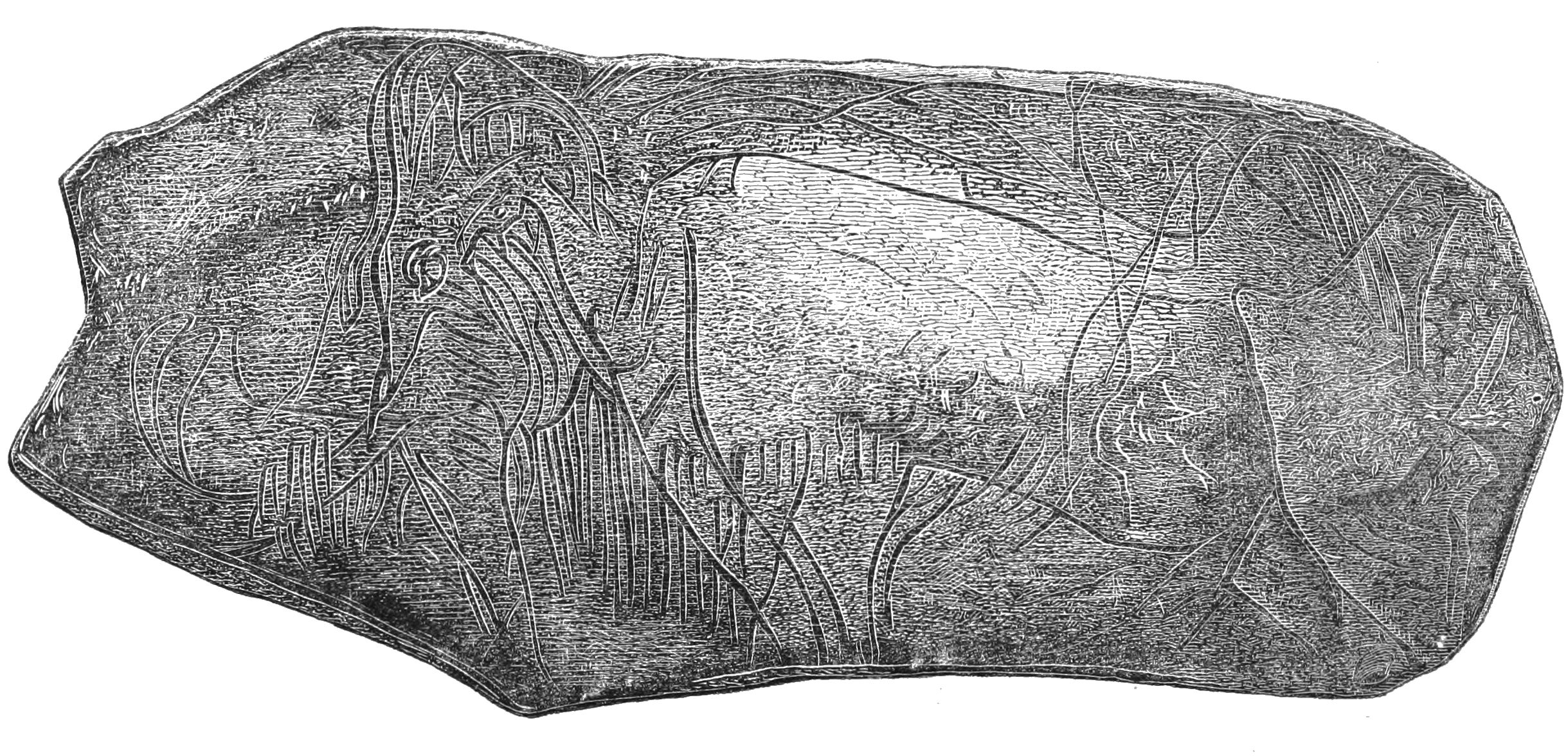
1864-ben talált agyardarab, rajta mamutvésettel; ez volt az első ismert őskori ábrázolása a kihalt állatoknak

A modern Homo sapiens kb. 40 ezer évvel ezelőtt érkezett Afrikából Európába, ahol hosszú ideig együtt kellett élnie a gyapjas mamutokkal. Korábban a neandervölgyi emberek vadásztak a mamutokra és csontjaikból szerszámokat, sőt kunyhókat készítettek. A jégkorszaki ember számára sok helyen a mamutvadászat sikere volt a túlélés záloga. Együttélésük első bizonyítékára 1823-ban került sor, amikor az angol William Buckland egy barlangban megtalálta a római korinak gondolt "Paviland vörös hölgyét" (valójában egy őskőkori férfi okkerrel vörösre festett csontvázát), mellette pedig mamutcsontokat fedezett fel. 1864-ben a francia Édouard Lartet fedezett fel egy dordogne-i barlangban mamutagyarba vésett mamutábrázolást. Ez volt az első bizonyíték arra, hogy az ember valaha együtt élt az őskori állatokkal; egyben az első ismert kortárs ábrázolása egy ősállatnak.
A gyapjas mamut a barlangrajzok harmadik leggyakrabban ábrázolt állatfaja a lovak és bölények után. Ezek a rajzok 35-11,5 ezer évvel ezelőtt készültek. Ma több mint 500 kortárs mamutábrázolást ismerünk, köztük barlangfalakra festett képeket és véseteket (Francia-, Spanyol- és Oroszország 46 barlangjából), valamint mamutagyarból, kőből, agancsból, csontból faragott szobrocskákat. A barlangrajzok mérete és kidolgozottsága eltérő. A legtöbb a franciaországi Rouffignac-barlangban található; a 159 mamutrajz között van több mint két méteres is. Figyelemre méltó mamutrajzok találhatók még a Chauvet-, Les Combarelles- és Font-de-Gaume barlangokban. A spanyolországi El Castillo-barlangban feltehetően erdei őselefántot is ábrázoltak.
A szobrocskák, kövekbe, csontokba karcolt ábrák korát könnyebb meghatározni, mint a barlangrajzokét, mert többnyire az üledékben találhatók más szerszámokkal, csontokkal együtt. Legnagyobb kollekciójukat – 62 ábrát 47 táblán a németországi Gönnersdorfban találták egy vadásztábor feltárásakor. A vadászok nem a leggyakoribb zsákmányukat ábrázolták a legtöbbször, mert az a rénszarvas volt. Az érdekesebb ábrázolások közé tartozik két franciaországi, mamut alakú dárdahajító (atlatl).

### Felhasználása

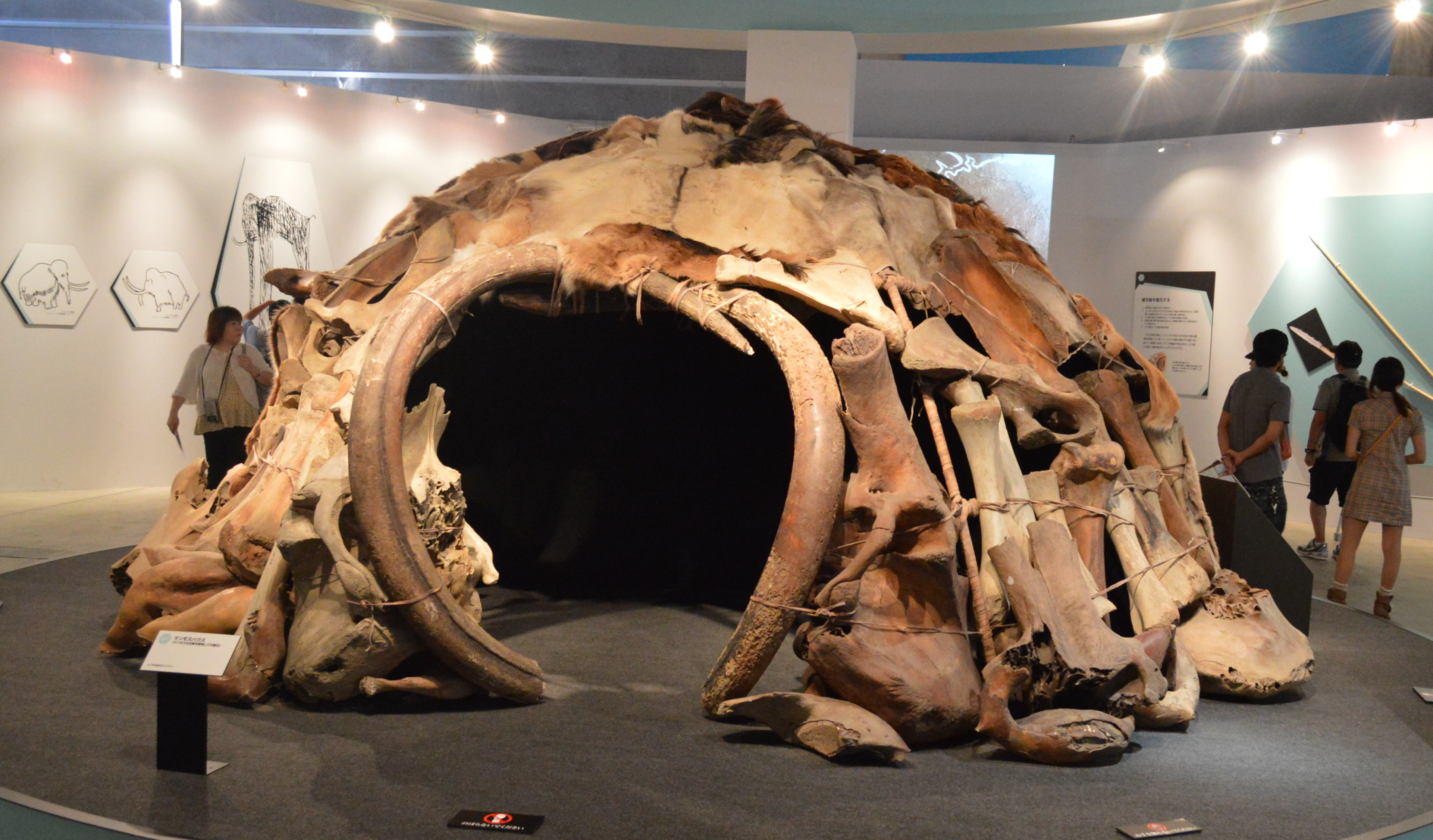
Az ukrajnai Mezsirics faluban talált, mamutcsontokból készült kunyhó

A jégkorszak során mind a neandervölgyi, mind a modern emberek felhasználták a mamutok csontjait és bőrét kunyhók építésére. Eddig több mint 70 ilyen építményt találtak, többségüket a Kelet-európai síkságon. Ezek a kunyhók többnyire kör alaprajzúak, alapterületük 8–24 m2 között változik. A nagy csontokból az alapok készültek, az agyarakból a bejárat "ajtófélfái", a mamutbőrből készült tetőt pedig szintén nagyobb csontok és agyarak tartották. Egyes kunyhók padlóját akár 40 cm-es gödörrel mélyítették meg. A csontok egy része vadászzsákmányból származott, de felhasználták a régi csontokat is (egyes mérések szerint több ezer éveseket is). A mamutcsontokból különféle eszközöket, bútordarabokat, zeneszerszámokat is készítettek. A lapockával néha letakarték a sírban a halottat.
A mamutagyarból szobrocskákat – mint például a brassempouyi és a lespugue-i Vénusz – faragtak. Találtak agyarból készített késeket, dárdahegyeket, sőt bumerángot is. A jégkorszak idején a mamutagyar volt a legalkalmasabb csontanyag a dárda- és nyílhegyek készítésére. A nagy agyarakat faragás előtt kisebb darabokra hasították és vésték. Egyes tárgyakon látszik, hogy az agyarakat kiegyenesítették, de ennek technikája nem ismert.
Számos mamutcsonton látszanak olyan vágásnyomok és törések, amelyek kőeszközökkel való feldarabolásra utalnak. Az ősemberek vadásztak a mamutokra és megették az elhullott állatokat is. A vadászat technikája nem ismert, de egyes barlangrajzokon gödörcsapda-szerű struktúrák látszanak. Néhány – de igen kevés – csontvázon látszanak az emberek támadásának nyomai: ilyen egy szibériai mamutlapocka, amelybe egy dárdahegy fúródott be nagy erővel. Egy dél-lengyelországi lelőhelyen több mint száz példány maradványait találták meg, a csontokba kő dárdahegyek fúródtak és előkerült számos kicsorbult dárdahegy is (feltehetően a mamutok csontjait érve sérültek meg). Az itteni közösség feltehetően elsősorban mamutvadászatból élt. Olaszországban arra is találtak bizonyítékot, hogy már a neandervölgyi ember is aktívan vadászott a mamutokra.
A Juka nevű fagyott mamutborjút feltehetően egy nagyragadozó ölte meg, de később emberek darabolhatták fel és egyes csontjait a közelben találták meg. A szibériai Jana folyó mellett talált példányok arra utalnak, hogy főleg az agyarukért vadászták az ottani állatokat. Amerikában két, Wisconsinban talált mamut csontjain találtak kőeszközökkel történő darabolásra utaló jeleket.

## Kihalása

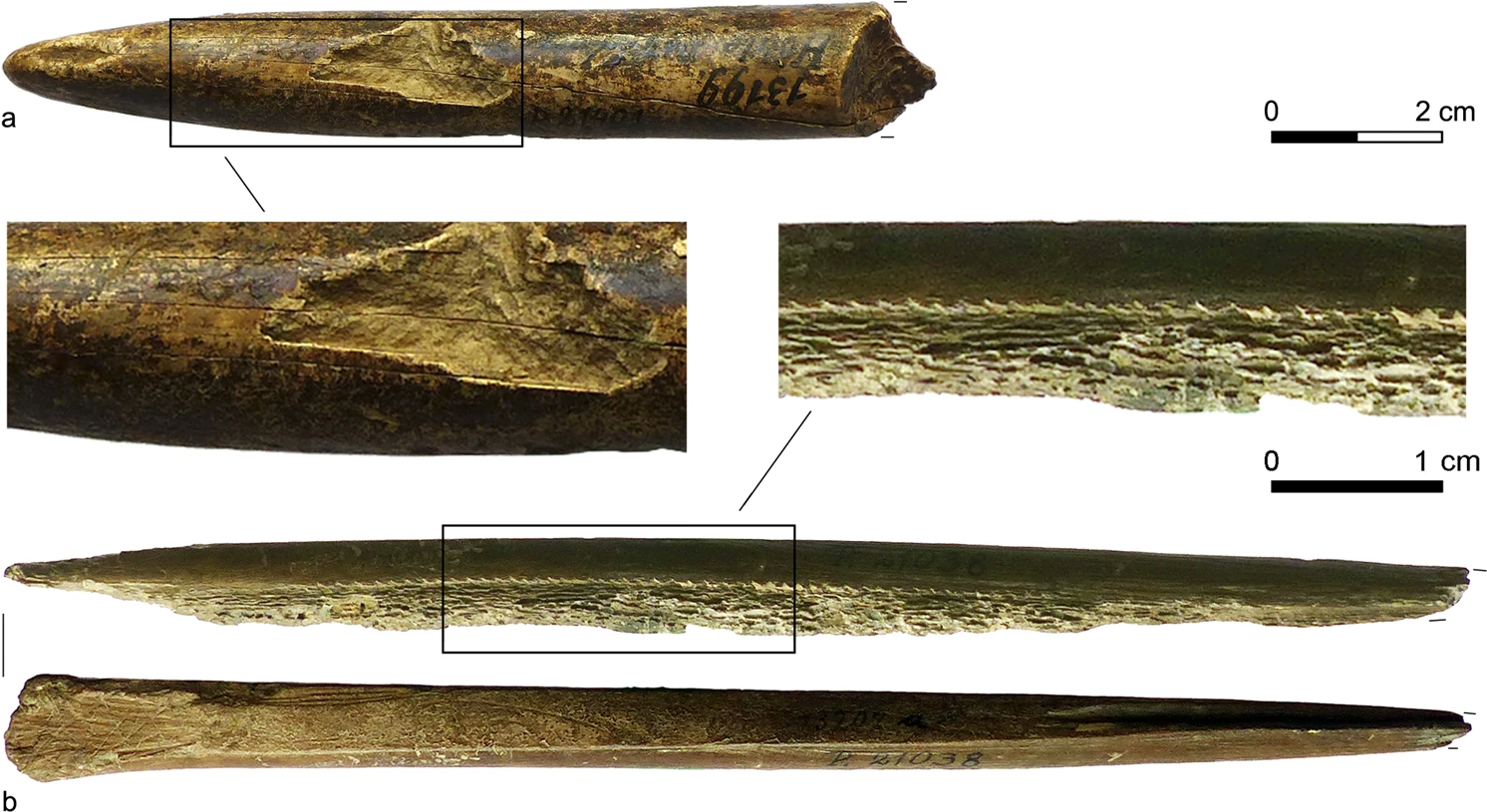
Mamutagyarból készült dárdahegyek

A pleisztocén végére és a holocén közepére a pleisztocén megafauna többi tagjával együtt a legtöbb gyapjas mamut-populáció eltűnt. Megfogyatkozása és eltűnése része a negyedidőszaki kihalási hullámnak, amely 40 ezer évvel ezelőtt vette kezdetét és 14-11,5 ezer éve érte el legintenzívebb szakaszát. A mamutok kihalását az éghajlat megváltozásával, a túlvadászással, esetleg a kettő kombinációjával magyarázzák. Bármi is volt az oka, a nagy termetű állatok kisebb létszámuk és lassabb szaporodásuk miatt jobban ki voltak téve a veszélynek. A gyapjas mamutok nem egyszerre haltak ki, hanem populációik fokozatosan megritkultak, majd teljesen eltűntek. Legtöbb állományuk a 14-10 ezer évvel ezelőtti időszakban pusztult ki. Az eurázsiai kontinensen legutolsó ismert képviselőik a szibériai Kittik-félszigeten talált, 9650 évesre becsült példányok.
Az alaszkai St. Paul-szigeten fennmaradt egy kis mamutpopuláció, amely nagyjából 5600 éve halt ki; a legutolsó ismert mamutok pedig egészen 4 ezer évvel ezelőttig megmaradtak a Jeges-tenger Vrangel-szigetén. Ekkor már álltak Egyiptomban a gizai piramisok. Az eDNS (környezeti DNS) vizsgálatából az is kiderült, hogy a szigeteken kívül a kontinensen is élhettek még mamutok, a Yukon vidékén 5700 évesre, a szibériai Tajmir-félszigeten pedig 3,900-4,100 évesre becsült mintákat találtak. A száraz éghajlatú Tajmir-félszigeten tovább fennmaradhatott a mamutsztyepp növényvilága és a mamutokon kívül más jégkorszakbeli állatoknak (pl. egyes vadlófajoknak) is menedéket nyújthatott.
Egy 44 ezer és egy 4300 éves DNS-minta szekvenciájából arra lehet következtetni, hogy gyapjas mamutok két alkalommal kerültek a kihalás szélére: 280 ezer évvel ezelőtt, amiből még sikerült talpra állniuk; valamint 12 ezer éve, amely már végzetesnek bizonyult. A Vrangel-sziget mamutjait a jégkorszak utáni olvadás után a tenger teljesen izolálta és bár legalább 5 ezer éven át fennmaradtak, a kb. 300-1000 állatból álló kis populációt érezhetően sújtotta a beltenyészet. A heterozigocitás vesztesége 20%-ról 30%-ra nőtt. Mitokondriális DNS-ük diverzitásának 65%-át elvesztették. Kihalásuk előtt felhalmozódtak bennük a genetikai betegségek, például tönkrementek olyan génjeik, amelyek a szaglást vagy a vizelet kiválasztását szabályozták. Populációjuk ennek ellenére stabilnak tűnt és valószínűleg egyszerre pusztultak el egy katasztrofális időjárási esemény vagy levadászás következtében. Eltűnésük mindenesetre nagyjából egybeesik az embernek a szigeten való megjelenésével.

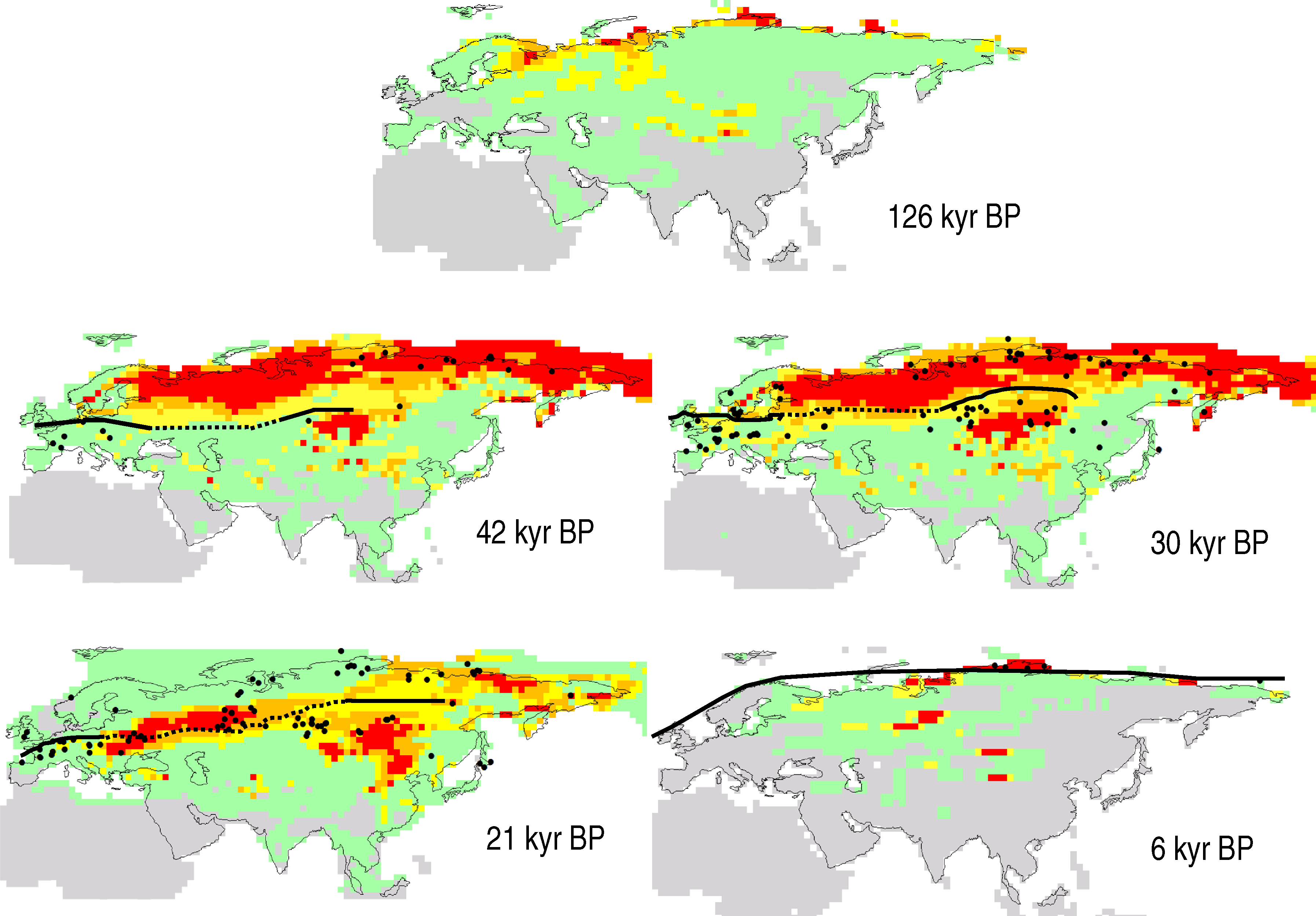
A gyapjas mamutoknak kedvező klimatikus viszonyok (pirossal a kedvező, zölddel a kedvezőtlen) a pleisztocén végén és a holocén elején (a fekete vonal az ember elterjedésének északi határát jelzi)

Az alaszkai gyapjas mamutok kb. 13,3 ezer éve tűntek el, nagyjából akkor, amikor több más nagytestű állat (pl. az amerikai mamut, a gomphoterium és a masztodon), nem sokkal az ember megjelenése után. A St. Paul-sziget mamutjainak végzetét viszont a jelek szerint nem az ember, hanem a tengerszint emelkedése, élőhelyük eltűnése (és talán az édesvízkészletek rohamos fogyatkozása) okozta.
Míg a mamutok élettere 42 ezer éve még 7 millió 700 ezer km2-t tett ki, az éghajlat változásának következtében 6 ezer évvel ezelőttre élőhelyük 800 ezer km2-re zsugorodott. Bár 125 ezer éve, a Saale-eljegesedés után nagyobb ideiglenes visszaszorulást is képesek voltak elviselni, ezúttal az emberek valószínűleg levadászták meggyérült állományaik maradékát is. Délnyugat-Kanadában megtalálták egy mamutcsorda 11,3-11 ezer évvel ezelőtti (vagyis az emberekkel már együttélő) nyomait, amelyek egy egészségtelen összetételű, borjakat alig tartalmazó csapat képét mutatják. Egy újabb vizsgálat szerint viszont bár az emberek jelentős szelekciós nyomást gyakoroltak a mamutpopulációkra és befolyásolták korábbi eltűnésüket, a végső lökést az éghajlat, a csapadék mennyiségének és a növényzet jellegének változása adta meg számukra.
Egyes becslések szerint a mamutok eltűnése akár 0,2 °C-kal is megnövelhette a helyi átlaghőmérsékletet. Az ormányosok lerágták a facsemetéket és füves ökoszisztémákat hoztak létre. Kihalásuk után élőhelyüket nyírfaerdők borították be, amelyek több napfényt képesek elnyelni.

### Túlélő mamutok
Többször felröppentek olyan hírek, hogy a gyapjas mamutok nem is haltak ki és kis csoportjaik túlélhettek Szibéria távoli zugaiban vagy a Jeges-tenger szigetein. A 19. században az orosz hatóságoknak többször jelentették az szibériai őslakosok, hogy "nagy, bozontos állatokat" láttak, de ezeket egyszer sem sikerült megerősíteni. A vlagyivosztoki francia konzul 1946-ban azt állította, hogy 1920-ban egy orosz prémvadász azt mondta neki, hogy a tajgában nagy, szőrös elefántokkal találkozott. Bár Szibéria igen nagy és sok része felderítetlen, minden jel arra mutat hogy a gyapjas mamutok több ezer éve kipusztultak onnan és az őslakosok csak a csontjaikkal vagy mumifikálódott tetemeikkel találkoztak.
1899-ben egy bizonyos Henry Tukeman azt állította, hogy Alaszkában lelőtt egy mamutot és a tetemét a Smithsonian Institution-nak adományozta; a múzeum azonban tagadta a történetet. A francia kutató és író, Bernard Heuvelmans Ismeretlen állatok nyomában c. 1955-ös könyvében is felvetette a lehetőségét, hogy Szibériában még élhetnek mamutok; műve később a kriptozoológiai mozgalom egyik elindítójává vált.

## Fosszíliák

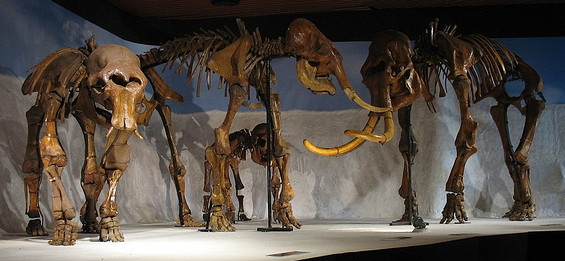
Tomszkban talált mamutcsontvázak

A gyapjas mamut fosszíliáit elsősorban valamikori folyók és tavak üledékeiben lehet megtalálni, de bukkantak mamutcsontokra az Északi-tenger fenekén fekvő Doggerlandon is, amelyet a jégkorszak idején még nem borított el a tenger. Az ilyen maradványok többnyire részlegesek és lágy szövetet már nem tartalmaznak. A mamutcsontok néha "elefánttemetőkben" (korábban tévesen úgy gondolták, hogy az öreg elefántok egy helyre vándorolnak meghalni) kerülnek elő: itt vagy egy egész csordát pusztított el valamilyen katasztrófa vagy a csontokat hosszabb idő alatt sodorta egymás mellé egy folyó árja. A jakutföldi Bjorjoljoh folyónál például legalább 140 állatból származó, összesen 8 ezer csontot találtak egy helyen. Víznyelőkben, és más hasonló természetes gödörcsapdában is összegyűlhettek a mamuttetemek hosszabb idő alatt.

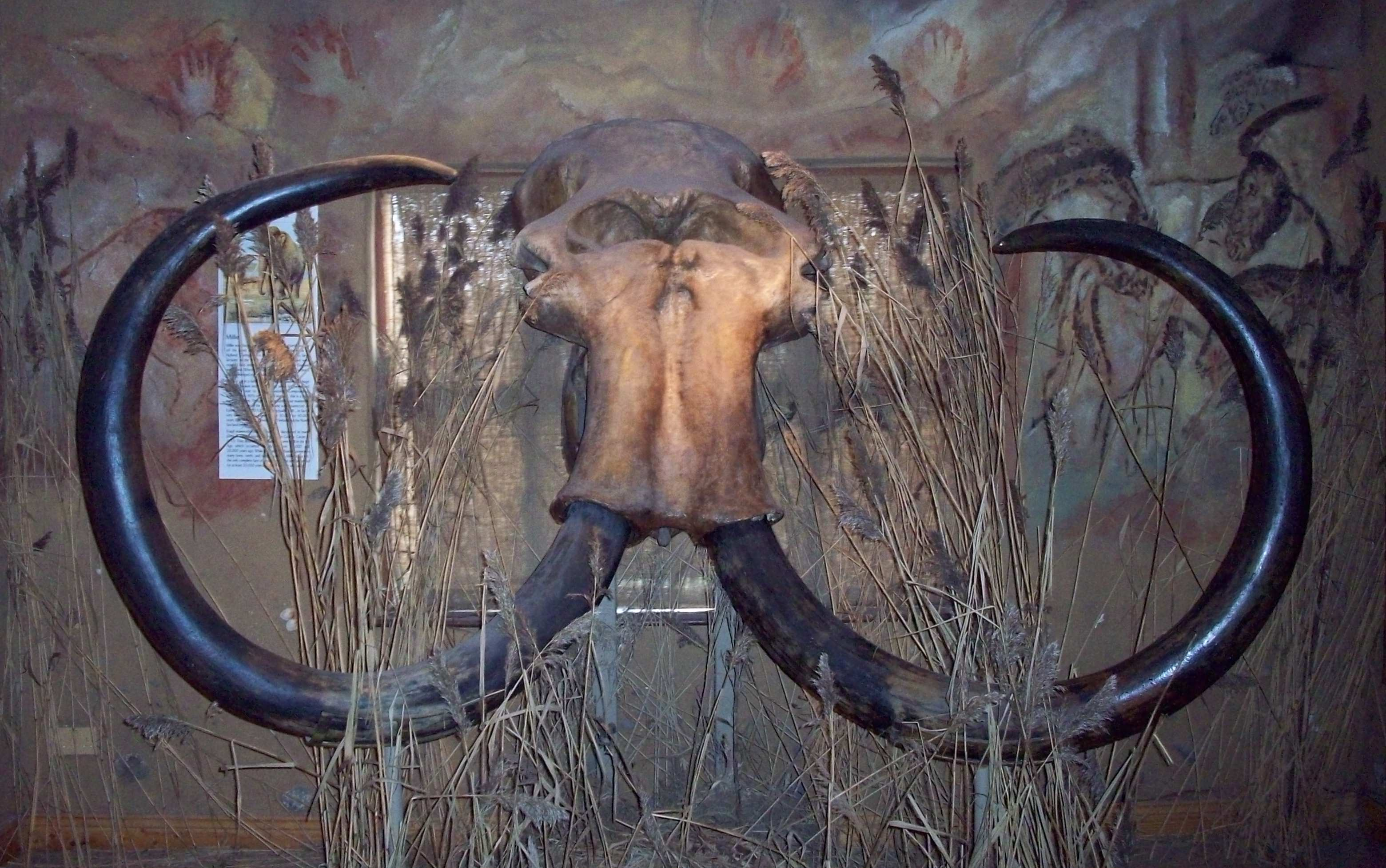
Az Északi-tenger fenekén, Doggerlandon talált mamutkoponya

Fagyott mamutokat elsősorban Szibéria és kisebb részben Alaszka északi részein lehet találni, a sarkkörön túl, ahol a talaj mélyebb rétegei állandóan fagypont alattiak. A megfigyelések szerint a 30-15 ezer évvel ezelőtti időszakból csak nagyon kevés példány maradt így fenn, feltehetően a melegebb éghajlat miatt. A legtöbb tetem sérült; a dögevők, az időjárási viszonyok vagy a görgetés bontotta meg mielőtt megfagyott volna. A mumifikálódásra akkor volt esély, ha az állatot gyorsan betemette a jeges víz, az iszap vagy a hordalék, amely aztán megfagyott és utána évezredekig úgy is maradt. Sok esetben emésztetlen növényeket találtak a gyomrukban, sőt olykor a szájukban is. A növények alapján megállapíthatták, hogy sok esetben az állat ősszel pusztult el.
A fagyott mintákon kívül mumifikálódott lágy szöveteket találtak az ukrajnai Sztarunyában is, ahol természetes kátrány konzerválta a tetemet. 

### Fagyott mamutpéldányok
A 18. században több alkalommal is eljutott a hír Európába, hogy Szibériában fagyott mamutmaradványokat találtak. Európaiaknak már 1728-ban sikerült kiásniuk fagyott tetemeket, de az első jól dokumentált feltárásra csak 1799-ben került sor, amikor Oszip Sumacsov, egy szibériai vadász a Léna torkolatánál rábukkant egy példányra. A német származású orosz botanikus, Michael Friedrich Adams 1806-os jakutszki tartózkodása alatt kapta a hírét a vadász felfedezésének. Adamsnak sikerült begyűjtenie majdnem a teljes csontvázat (kivéve az agyarakat, amiken Sumacsov addigra már túladott), valamint az egyik láb darabját, a bőr nagy részét és 18 kg-nyi szőrt. Hazaútja során vásárolt két agyarat, meggyőződése szerint ugyanazokat, amelyeket Sumacsov eladott. Zsákmányát a szentpétervári Zoológiai Múzeumba vitte, a csontvázat a neves természettudós, Wilhelm Gottlieb Tilesius állította össze. Ez volt az egyik első eset, hogy megpróbálták rekonstruálni egy kihalt állat csontvázát. Tilesius kiváló munkát végzett, csak az agyarakat helyezte rossz üregbe, így azok nem befelé, hanem kifelé íveltek. Hibáját csak 1899-ben korrigálták.
A korai leletek közül az 1901-ben feltárt "berjozovkai mamutot" dokumentálták legjobban. A Kolima mellékfolyója, a Berjozovka mellett találták (egy kutya kiszagolta) és az orosz hatóságok finanszírozták a feltárását. Az expedíció tíz hónapig tartott és a tetemet darabokra vágták, hogy Szentpétervárra szállíthassák. A fej bőrét és az ormányt szétrágták a ragadozók és a belső szervek is megrohadtak. A tudósok úgy vélték, hogy 30-40 év közötti hím lehetett, amely 35 ezer évvel ezelőtt élt. A fogai között és a nyelvén füvet találtak, így arra következtettek, hogy igen hirtelen pusztulhatott el. Egyik lapockája eltört, talán akkor, amikor belezuhant egy szakadékba. Erekciós állapotban lévő pénisze alapján megfulladhatott. A Szentpétervári Zoológiai Múzeum rekonstruált mamutjának harmadát a berjozovkai mamut bőre és szőre borítja.
1860-tól kezdve az orosz hatóságok ezer rubeles jutalmat ajánlottak a fagyott mamutok bejelentéséért, mert hiedelmeik miatt vagy mert nem bíztak a hatóságokban, a jakutok nem jelentették az efféle felfedezéseiket. Több tetem elveszett így, legalább egyet pedig kutyákkal etettek fel. 1929-re már 34, lágy szövetek maradványaival is rendelkező mamutpéldányt írtak le; azóta már jóval többet találtak. A legtöbb esetben a hús már romlásnak indult mielőtt megfagyott vagy kiszáradt volna.
A legismertebb alaszkai fagyott mamut az Effie becenevű 25 ezer éves borjú, amelyet 1948-ban találtak. Feje, ormánya és első lába maradt meg.
1977-ben egy 7-8 hónapos borjú igen jó állapotban megmaradt tetemére bukkantak a Kolima egyik mellékfolyójának torkolatánál. A borjú a Gyima becenevet kapta. Súlya kb. 100 kg, magassága 104 cm, hossza 115 cm volt. Szénizotópos kormeghatározás alapján kb. 40 ezer évvel ezelőtt élt. Belső szervei nagyon hasonlítanak a mai elefántokéra, de fülei alig tizedakkorák, mint egy hasonló korú afrikai elefánté. 11 évvel később egy kevésbé teljes mamuttestet tártak fel a Jamal-félszigeten. Az a példány a Mása nevet kapta. Három-négy hónapos korában pusztult el jobb lábának súlyos sérülése miatt. Ez a legnyugatibb fagyott mamutlelet.
1997-ben egy földből kiálló mamutagyarat találtak a Tajmir-félsziget tundráján, amelyről kiderült hogy egy megfagyott mamuthoz tartozik. A jarkovi mamutként ismert 20 ezer éves tetemet és a körülötte lévő 25 tonnányi földet helikopterrel Hatangába szállították és egy jégbarlangban helyezték el. Vizsgálata során igen óvatosan, hajszárítókkal olvasztották fel, hogy a lágy szövetekben és a szőrzetben minél kisebb kár keletkezzen.
2002-ben Észak-Jakutföldön találtak egy példányt, melynek elülső része igen jó állapotban maradt meg. A közeli falu után jukagiri mamutnak nevezték el. A kifejlett hím 18 500 évvel ezelőtt élt, marmagassága 283 cm volt és 4-5 tonnát nyomott. Feje az ormány kivételével szinte teljesen ép.
2007-ben a Juribej-folyónál fedeztek fel egy 41 800 éves nőstény borjút, amely a Ljuba becenevet kapta. Zápfogának keresztmetszetéből kiderült, hogy mindössze egy hónaposan pusztult el. Súlya 50 kg, magassága 85 cm, hossza 130 cm volt. Bőre és belső szervei, valamint szemei és ormánya is jó állapotban maradtak meg, mumifikálódott testén némi szőrzet is maradt. A feltételezések szerint egy folyón való átkelés közben belefulladt az iszapba. Az oxigénmentes közegben tejsavtermelő baktériumok hatására lágy szövetei konzerválódtak.
2012-ben szintén Jukagir közelében egy fiatal, 6-8 éves, nőstény példányra bukkantak, amely a Juka becenevet kapta. Koponyáját és medencéjét korábban levágták a testről, de a közelben azokat is megtalálták. 2019-ben japán és orosz kutatók egérsejtekbe helyezték Juka sejtmagjait és némi aktivitást sikerült regisztrálniuk, de osztódásra nem tudták rábírni.
2013-ban a Jeges-tengerben fekvő Malij Ljahovszkij-szigeten találtak egy 50-60 éves nősténymamut fagyott testére. Az izomszövetek viszonylag jó állapotban maradtak. Feltárása közben hasüregéből vér folyt ki; ebből arra következtettek, hogy a mamutok vérében lehetett valamilyen fagyást gátló komponens.
2022-ben a kanadai Klondike vidékén egy aranybányász talált a permafrosztban egy borjút, amely nagyjából akkora volt, mint Ljuba és 30 ezer éve élhetett. A Nun cho ga becenevet kapta, amely a helybeli hän őslakosok nyelvén "nagy állatkölyköt" jelent.

## Mamutok a kultúrában
A szibériai őslakosok gyakran találtak mamutcsontokat. Úgy vélték, hogy azok óriás vakondszerű lények maradványai, amelyek a föld alatt élnek. A szibériai hiedelmek alapján a 16. századi kínai gyógyszerenciklopédia, a Pen-cao kang-mu rejtőző rágcsáló (jin su) néven ismerte a mamutot. A délebbre élő ázsiai kereskedők felvásárolták tőlük az agyarakat és azt elefántcsontként hasznosították. Güjük, a 13. századi mongol nagykán állítólag mamutagyarakból faragott trónon ült.

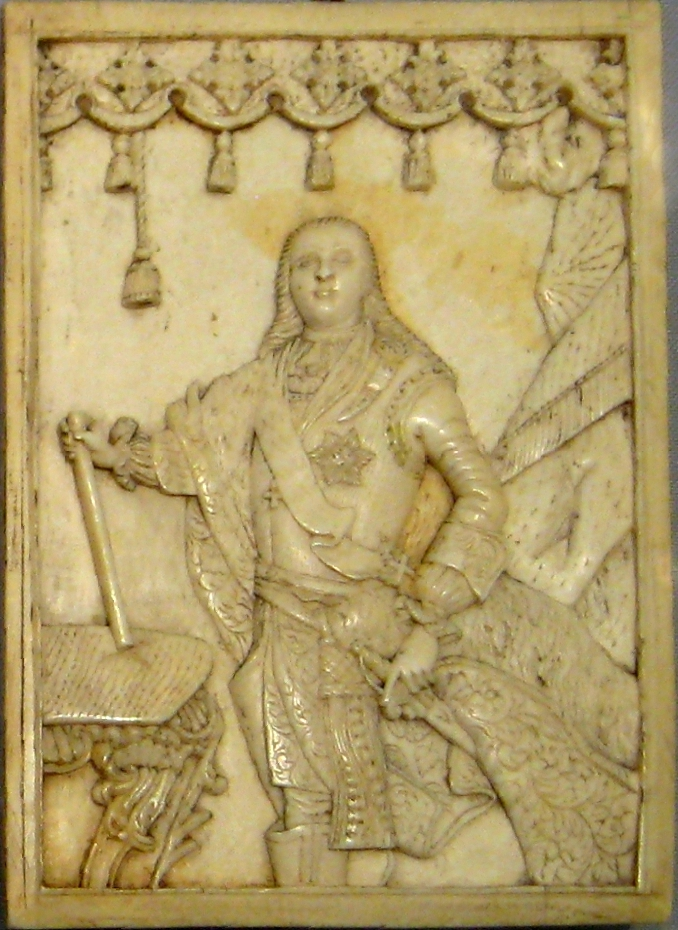
III. Péter orosz cár mamut-elefántcsontra faragott képe

A mamutcsontokból és -agyarakból az észak-amerikai indiánok is faragtak szerszámokat és szobrokat. A Bering-szorosnál élő inupiatok szintén föld alatti lénynek vélték a csontok eredeti tulajdonosait, míg keletebbre az ősidők óriásainak vagy állatainak tulajdonították őket. Egyes kutatók úgy vélik, hogy a ezek a legendák megőrizték azoknak az időknek az emlékét, amikor a mamutok és az emberek még együtt éltek; mások kételkednek abban hogy a mítoszok és legendák több ezer éves időtartamot is áthidalhatnak.
A szibériai "elefántcsont" már a 10. században eljutott a Kijevi Ruszba és Európába. Nyugat-Európába 1611-ban került először. Szibéria orosz annektálásával még több mamutagyar került nyugatra; ahol rábukkantak, tömegesen termelték ki és adták el a kereskedőknek. A 19. században már igen keresett árucikk volt, sokféleképpen feldolgozták. Az elefántcsontkereskedelem betiltásával ma is egyre többen keresik. Egyes becslések szerint még vagy tízmillió fagyott mamut lehet Szibériában. Természetvédők felvetették, hogy agyaraik eladásával csökkenteni lehetne az élő elefántokból származó elefántcsont (illegális) keresletét. A mamutagyar anyaga hasonló az elefántcsonthoz, csak barnább és keresztmetszetének Schreger-vonalai durvábbak.
Egyes híresztelések szerint voltak akik a felolvadt mamuthúst megették (elsősorban a berjozovkai mamut esetében), de a történetek hitele eléggé kétséges. A tetemek a legtöbb esetben bomlófélben voltak és legfeljebb a kutyák vagy a vadállatok fanyalodhattak rájuk. Állítólag a mamuthúst a hagyományos kínai orvoslásban is javasolták egyes betegségek ellen. Az amerikai The Explorers Club (Felfedezők Klubja) tagjai 1951-ben mamuthúst vacsoráztak, de az utólagos analízis kiderítette, hogy az valójában teknőshús volt. 2011-ben Hszing Li-ta kínai paleontológus online közvetítette, ahogyan megeszik egy fagyott mamut lábából származó, alaposan megfőzött húsdarabot. Állítása szerint az íze nagyon rossz, földszerű volt. 2023-ban egy ausztrál cég vitt be mamutmioglobin gént birkaőssejtbe és abból készítettek mesterséges húst.

## A mamutok feltámasztása
Az épségben megmaradt lágy szövetek és DNS alapján már korábban felvetették, hogy meg lehetne próbálni újrateremteni a gyapjas mamutot. Ennek egyik módszere a klónozás lehet: a mamut egyik sejtjéből a sejtmagot át lehetne tenni egy elefánt-petesejtbe (amelynek előzőleg eltávolították a saját sejtmagját). Megfelelő stimuláció után egy nőstény elefánt méhébe helyeznék, ahol magzattá fejlődhetne. A borjú a gyapjas mamutok génjeit tartalmazná, bár embrionális fejlődésének közege nyilván más lenne. A fagyott mamutsejtek DNS-e azonban túl töredezett ahhoz, hogy életképes sejtet eredményezzen.
Egy korábbi elképzelés szerint a fagyott hím mamutok spermájával lehetne megtermékenyíteni egy nőstény ázsiai elefántot. A megszülető hibrid borjút aztán szintén megtermékenyítenék és néhány generáció után elméletben szinte teljesen tisztavérű gyapjas mamutot kapnánk. A fagyasztott sperma azonban 15 év tárolás alatt elveszti életképességét, még a modern technikákkal konzerválva is.
Az elefántsejtek génjeit fokozatosan kicserélhetnénk mamutgénekkel. Egy kutatócsoportnak a CRISPR technikával sikerült ázsiai elefánt sejtjeibe mamutgéneket beillesztenie, főleg a hidegtűrést, fülméretet, zsírtárolást szabályozó tulajdonságokra fókuszálva.
A kutatók egy része szkeptikus a feltámasztási kísérletek létjogosultságát illetően. Még ha sikerül is legyőzni a technikai nehézségeket és életképes borjú jönne a világra, a mamutok egykori környezete mára eltűnt és nem tudni mennyire lennének képesek életben maradni a mai körülmények közepette. Fokozottan igaz ez a mamut-elefánt hibridekre, amelyek táplálék-, hőmérséklet- és egyéb igényei teljesen ismeretlenek lennének. Azt is tudjuk, hogy társaságkedvelő állatok voltak, vagyis mindenképpen jónéhány állatot kellene létrehozni mentális egyensúlyuk fenntartásához. Mindenesetre a vállalkozás költségei óriásiak lennének és a forrásokat jobban lehetne hasznosítani a veszélyeztetett mai elefántok védelmében.

## Fordítás
- Ez a szócikk részben vagy egészben  a   Woolly mammoth című angol Wikipédia-szócikk ezen változatának fordításán alapul.  Az eredeti cikk szerkesztőit annak laptörténete sorolja fel. Ez a jelzés csupán a megfogalmazás eredetét és a szerzői jogokat jelzi, nem szolgál a cikkben szereplő információk forrásmegjelöléseként.